# Список сенаторов Российской Федерации с 2000 года

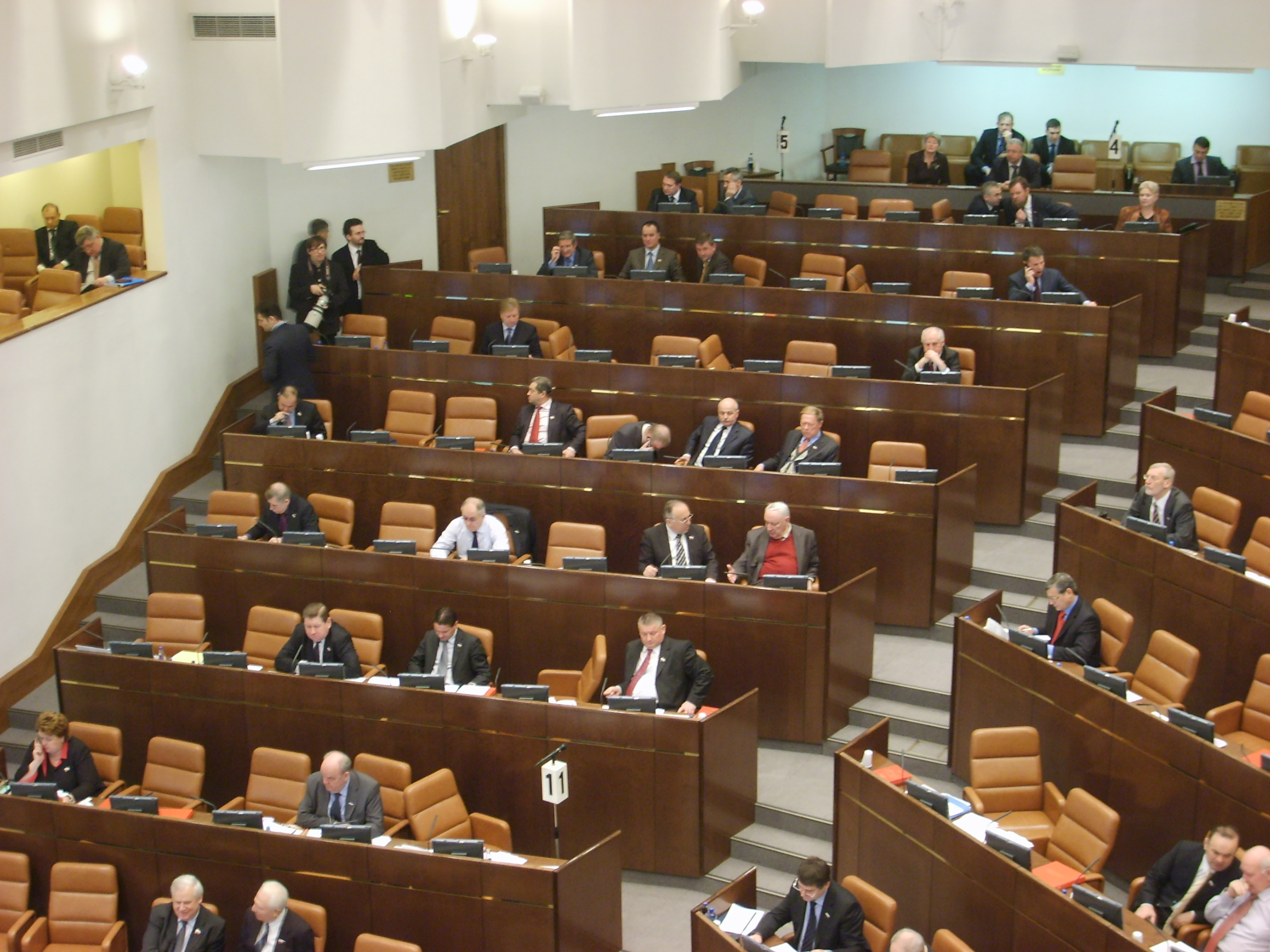
Заседание Совета Федерации.

Список сенаторов (до 2020 года — членов Совета Федерации) Российской Федерации «третьего созыва» содержит имена представителей регионов в Совете Федерации, назначенных (избранных) в соответствии с законом от 5 августа 2000 года, включая выбывших и заменённых, а также отозванных до подтверждения их полномочий палатой в период с 2000 по 2010 годы.
В качестве начала полномочий представителей указана дата вступления в силу соответствующего решения регионального органа власти. В качестве сроков истечения их полномочий указаны ориентировочные сроки очередных выборов органа власти, делегировавшего сенатора. Эти сроки могут быть сдвинуты в ту или иную сторону (максимум — на 1 год) для совмещения региональных выборов с федеральными.
Полномочия членов Совета Федерации Антуфьева С. В., Аристова А. М., Воробьёва А. Ю., Голикова Г. Г., Жидких В. А., Завгаева А. Г., Заяшникова Е. Н., Колесникова В. М., Кондратенко Н. И., Морозова И. Н., Нефёдова В. Л., Попова С. А., Скоробогатько А. И., Чиркина А. Б. были прекращены досрочно 28 января 2004 года в связи с избранием их 7 декабря 2003 года депутатами Государственной думы (Постановление № 1-СФ от 28 января 2004 года).
Полномочия членов Совета Федерации Алиева А. Б., Искужина Р. К. и Шудегова В. Е. были прекращены досрочно в связи с их избранием 2 декабря 2007 года депутатами Государственной думы (Постановления № 551-СФ от 7 декабря 2007 года, № 2-СФ от 30 января 2008 года и № 3-СФ от 30 января 2008 года).
В списке, после даты признания, подтверждения или прекращения полномочий членов Совета Федерации, указывается номер соответствующего постановления Совета Федерации.

## Республики

### Республика Адыгея
Представитель от Кабинета Министров — исполнительного органа государственной власти:
1. Воробьёв Андрей Юрьевич — полномочия признаны 6 марта 2002 года — прекращены досрочно 7 декабря 2003 года
2. Шверикас Вячеслав Николаевич — полномочия признаны 28 января 2004 года — подтверждены 16 марта 2007 года — подтверждены 6 апреля 2012 года — истекли в январе 2017 года
3. Селезнёв Олег Викторович — полномочия признаны 10 сентября 2017 года — прекращены 6 октября 2021 года
4. Наролин Александр Владимирович — полномочия признаны 14 декабря 2021 года — подтверждены в сентябре 2022 года — истекают в сентябре 2027 года

Представитель от Государственного Совета — Хасэ — законодательного органа государственной власти:
1. Тлеуж Адам Хусейнович — полномочия признаны 18 апреля 2001 года — прекращены 2 февраля 2007 года
2. Хашир Аслан Азметович — полномочия признаны 2 февраля 2007 года — истекли в августе 2011 года
3. Самогов Нурбий Амербиевич — полномочия признаны 24 августа 2011 года — прекращены в феврале 2012 года
4. Хапсироков Мурат Крым-Гериевич — полномочия признаны 8 февраля 2012 года — подтверждены 7 октября 2016 года — продлены 1 октября 2021 года — истекают в сентябре 2026 года

### Республика Алтай
Представитель от Правительства — исполнительного органа государственной власти:
1. Гнездилов Михаил Захарович — полномочия признаны 15 февраля 2001 года — прекращены досрочно 19 февраля 2002 года
2. Агапов Борис Николаевич — полномочия признаны 19 февраля 2002 года — прекращены досрочно 12 октября 2005 года
3. Лопатников Виктор Алексеевич — полномочия признаны 3 марта 2006 года — продлены 26 мая 2010 года — истекли 30 сентября 2014 года
4. Полетаев Владимир Владимирович — полномочия признаны 30 сентября 2014 года — продлены 2 октября 2019 года — истекли 3 октября 2024 года
5. Аргамаков Амыр Сергеевич — полномочия признаны 3 октября 2024 года — истекают в сентябре 2029 года

Представитель от Государственного Собрания — Эл Курултай — законодательного органа государственной власти:
1. Антарадонов Юрий Васильевич — полномочия признаны 19 февраля 2002 года — прекращены досрочно с 5 июня 2002 года
2. Сафин Ралиф Рафилович — полномочия признаны 5 июня 2002 года — подтверждены 26 апреля 2006 года — продлены 26 мая 2010 года — истекли 30 сентября 2014 года
3. Гигель Татьяна Анатольевна — полномочия признаны 30 сентября 2014 года — подтверждены 1 октября 2019 года — досрочно прекращены 22 сентября 2024 года
4. Кохоев Артур Павлович полномочия признаны 26 сентября 2024 года — истекают в сентябре 2029 года

### Республика Башкортостан
Представитель от Главы Республики (в 2004—2006 — от Кабинета Министров) — главы исполнительного органа государственной власти:
1. Якубов Александр Рустамович — полномочия признаны 21 декабря 2001 года — истекли 25 февраля 2004 года
2. Искужин Рудик Газизович — полномочия признаны 25 февраля 2004 года — истекли 27 декабря 2006 года
3. Искужин Рамиль Кабирович — полномочия признаны 27 декабря 2006 года — прекращены досрочно 7 декабря 2007 года
4. Байдавлетов Рафаэль Ибрагимович — полномочия признаны 16 апреля 2008 года — истекли 24 декабря 2010 года
5. Гаскаров Айрат Рафикович — полномочия признаны 24 декабря 2010 года — истекли 15 марта 2011 года
6. Бондарук Анатолий Моисеевич — полномочия признаны 15 марта 2011 года — истекли 25 сентября 2014 года
7. Гумерова Лилия Салаватовна — полномочия признаны с 25 сентября 2014 года — подтверждены 19 сентября 2019 года — подтверждены 12 сентября 2024 года— истекают в сентябре 2029 года

Представитель от Государственного Собрания — Курултая — законодательного органа государственной власти:
1. Изместьев Игорь Владимирович — полномочия признаны 21 декабря 2001 года — досрочно прекращены 13 декабря 2006 года (в связи с осуждением на пожизненный срок).
2. Искужин Рудик Газизович — полномочия признаны 27 декабря 2006 года — истекли 3 октября 2013 года
3. Зинуров Рафаил Нариманович — полномочия признаны 3 октября 2013 года — истекли 28 сентября 2018 года
4. Ялалов Ирек Ишмухаметович — полномочия признаны 28 сентября 2018 года — истекли в сентябре 2023 года
5. Голов Олег Евгеньевич — полномочия признаны 5 октября 2023 года — истекают в сентябре 2028 года

### Республика Бурятия
Представитель от Правительства (в 2000—2002 годах — от Президента) — исполнительного органа государственной власти:
1. Агалов Владимир Константинович — полномочия признаны 26 декабря 2000 года — подтверждены 5 августа 2002 года — прекращены досрочно с 1 января 2004 года
2. Малкин Виталий Борисович — полномочия признаны 1 января 2004 года — подтверждены 19 сентября 2007 года — истекли 4 апреля 2013 года
3. Тулохонов Арнольд Кириллович — полномочия признаны 4 апреля 2013 года — истекли 16 февраля 2017 года
4. Мантатова Татьяна Евгеньевна — полномочия признаны 16 февраля 2017 года — истекли 22 сентября 2017 года
5. Наговицын Вячеслав Владимирович — полномочия признаны 22 сентября 2017 года — продлены в сентябре 2022 года — истекают в сентябре 2027 года

Представитель от Народного Хурала — законодательного органа государственной власти:
1. Бавлов Владимир Николаевич — полномочия признаны 18 декабря 2001 года — подтверждены 23 июля 2002 года — прекращены досрочно 1 июля 2004 года
2. Егоров Иннокентий Николаевич — полномочия признаны 22 декабря 2004 года — подтверждены 19 марта 2008 года — истекли 18 сентября 2013 года
3. Варфоломеев Александр Георгиевич — полномочия признаны 18 сентября 2013 года — подтверждены в сентябре 2018 года — подтверждены 25 сентября 2023 года — истекают в сентябре 2028 года

### Республика Дагестан
Представитель от Государственного Совета — исполнительного органа государственной власти:
1. Умаханов Ильяс Магомед-Саламович — полномочия признаны 29 ноября 2001 года — подтверждены 30 июля 2002 года — подтверждены 24 марта 2006 года — подтверждены 3 марта 2010 года — продлены в сентябре 2018 года — продлены 14 октября 2021 года — истекают в сентябре 2026 года

Представитель от Народного Собрания — законодательного органа государственной власти:
1. Зайналов Шамиль Магомедович — полномочия признаны 29 ноября 2001 года — подтверждены 3 апреля 2003 года — прекращены досрочно 24 марта 2006 года
2. Алиев Атай Баширович — полномочия признаны 24 марта 2006 года — продлены 13 апреля 2007 года — прекращены досрочно 7 декабря 2007 года
3. Керимов Сулейман Абусаидович — полномочия признаны 20 февраля 2008 года — продлены 31 марта 2011 года — продлены 29 сентября 2016 года — продлены 30 сентября 2021 года — истекают в сентябре 2026 года

### Республика Ингушетия
Представитель от Правительства — исполнительного органа государственной власти:
1. Аушев Руслан Султанович — полномочия признаны 10 января 2002 года — прекращены досрочно 23 апреля 2002 года
2. Костоев Исса Магометович — полномочия признаны 1 июля 2002 года — подтверждены 21 сентября 2005 года — истекли 13 мая 2009 года
3. Дидигов Мухарбек Ильясович — полномочия признаны 13 мая 2009 года — прекращены досрочно 21 декабря 2011 года
4. Иванов Никита Борисович — полномочия признаны 30 декабря 2011 года — прекращены досрочно 9 сентября 2013 года
5. Дидигов Мухарбек Ильясович — полномочия признаны 9 сентября 2013 года — истекли 9 сентября 2018 года
6. Чилиев Муса Мажитович — полномочия признаны 9 сентября 2018 года — прекращены досрочно в сентябре 2019 года
7. Барахоев Мухарбек Ойбертович — полномочия признаны 8 сентября 2019 года — истекли в сентябре 2024 года
8. Илезов Михаил Бангирович — полномочия признаны 9 сентября 2024 года — истекают в сентябре 2029 года

Представитель от Народного Собрания (в 2001—2004 годах — от Парламента) — законодательного органа государственной власти:
1. Беков Сергей Мажитович — полномочия признаны 20 марта 2001 года — прекращены досрочно 15 октября 2002 года
2. Каменской Игорь Александрович — полномочия признаны 29 октября 2002 года — истекли 11 марта 2004 года
3. Лихачёв Василий Николаевич — полномочия признаны 11 марта 2004 года — подтверждены 16 апреля 2008 года — прекращены досрочно 3 марта 2010 года
4. Келигов Муса Баматович — с марта по май 2010 года (не утверждён в должности Советом Федерации[1])
5. Паланкоев Ахмет Магомедович — полномочия признаны 9 июня 2010 года — подтверждены 23 декабря 2011 года — истекли в декабре 2016 года
6. Белан Багаудинович Хамчиев — полномочия признаны 3 октября 2016 года — продлены 1 октября 2021 года — истекают в сентябре 2026 года

### Республика Кабардино-Балкария
Представитель от Правительства (в 2001—2002 годах — от Президента) — исполнительного органа государственной власти:
1. Ульбашев Мухарбий Магомедович — полномочия признаны 24 декабря 2001 года — подтверждены 21 марта 2002 года — прекращены досрочно 3 февраля 2004 года
2. Чеченов Хусейн Джабраилович — полномочия признаны 3 февраля 2004 года — подтверждены в ноябре 2005 года — прекращены в декабре 2010 года
3. Бечелов Ильяс Борисович — полномочия признаны в декабре 2010 года — истекли 10 октября 2014 года
4. Каноков Арсен Баширович — полномочия признаны 10 октября 2014 года — подтверждены 4 октября 2019 года — подтверждены 3 октября 2024 года — истекают в октябре 2029 года

Представитель от Парламента — законодательного органа государственной власти:
1. Кармоков Хачим Мухамедович — полномочия признаны 1 июня 2001 года — подтверждены 28 мая 2004 года — истекли 13 мая 2009 года
2. Кажаров Альберт Хатуевич — полномочия признаны 13 мая 2009 года — прекращены досрочно 14 августа 2013 года
3. Иванова Фатима Залимгериевна — полномочия признаны 26 сентября 2013 года — прекращены досрочно 18 декабря 2013 года
4. Каноков Арсен Баширович — полномочия признаны 25 декабря 2013 года — истекли 10 октября 2014 года
5. Ульбашев Мухарбий Магомедович — полномочия признаны 11 октября 2014 года — подтверждены 23 сентября 2019 года — подтверждены 17 сентября 2024 года — истекают в сентябре 2029 года

### Республика Калмыкия
Представитель от Правительства (в 2001—2002 годах — от Президента) — исполнительного органа государственной власти:
1. Исхаков Рустем Эдуардович — полномочия признаны 21 декабря 2001 года — подтверждены 23 ноября 2002 года — истекли 23 ноября 2005 года
2. Капура Михаил Михайлович — полномочия признаны 23 ноября 2005 года — истекли в ноябре 2010 года
3. Хасиков Бату Сергеевич — полномочия признаны 21 ноября 2012 года — истекли в сентябре 2014 года
4. Бирюков Юрий Станиславович — полномочия признаны 22 сентября 2014 года — истекли 21 сентября 2019 года
5. Орлов Алексей Маратович — полномочия признаны 23 октября 2019 года — истекают в сентябре 2024 года
6. Хачиров Борис Бекмуратович — полномочия признаны 22 сентября 2024 года — истекают в сентябре 2029 года

Представитель от Народного Хурала (Парламента) — законодательного органа государственной власти:
1. Провкин Игорь Юрьевич — полномочия признаны 21 декабря 2001 года — подтверждены 23 декабря 2003 года — прекращены досрочно 28 октября 2004 года
2. Чахмахчян Левон Хоренович — полномочия признаны 26 ноября 2004 года — полномочия прекращены досрочно 23 июня 2006 года
3. Цицин Константин Георгиевич — полномочия признаны 7 июля 2006 года — прекращены досрочно 16 ноября 2007 года
4. Бабичев Владимир Степанович — полномочия признаны 3 февраля 2010 года — прекращены досрочно 15 декабря 2010 года
5. Майоров Алексей Петрович — полномочия признаны 5 июля 2011 года — подтверждены 24 сентября 2013 года — подтверждены 24 сентября 2018 года — истекли в сентябре 2023 года
6. Путеев Байир Эдуардович — полномочия признаны 7 ноября 2023 года — истекают в сентябре 2028 года

### Карачаево-Черкесская Республика
Представитель от Правительства (в 2001—2003 годах — Президента) — исполнительного органа государственной власти:
1. Дерев Станислав Эдикович — полномочия признаны 16 ноября 2001 года — подтверждены 26 сентября 2003 года — прекращены досрочно 4 июня 2004 года
2. Шурдумов Олег Кучукович — полномочия признаны 4 июня 2004 года — прекращены 17 июня 2009 года
3. Айбазов Ратмир Умарович — полномочия признаны 17 июня 2009 года — истекли 7 апреля 2011 года
4. Дерев Вячеслав Эдуардович — полномочия признаны 7 апреля 2011 года — прекращены в январе 2016 года
5. Казаноков Крым Олиевич — полномочия признаны в феврале 2016 — прекращены в сентябре 2016 года
6. Арашуков Рауф Раулевич — полномочия признаны 18 сентября 2016 года — прекращены досрочно 22 мая 2019 года[2]
7. Казаноков Крым Олиевич — полномочия признаны 25 июня 2019 года — продлены 19 сентября 2021 года — истекают в сентябре 2026 года

Представитель от Народного Собрания (Парламента) — законодательного органа государственной власти:
1. Айбазов Ратмир Умарович — полномочия признаны 16 ноября 2001 года — подтверждены 29 марта 2004 года — прекращены досрочно в июне 2009 года
2. Докшоков Зураб Хасамбиевич — полномочия признаны в декабре 2009 года — прекращены досрочно в апреле 2011 года
3. Суюнчев Мурат Ханафиевич — полномочия признаны в апреле 2011 года, подтверждены 24 сентября 2014 года — досрочно прекращены в июне 2015 года
4. Салпагаров Ахмат Анзорович — полномочия признаны 9 июня 2015 года — подтверждены 25 сентября 2019 года — подтверждены 17 сентября 2024 года — истекают в сентябре 2029 года

### Республика Карелия
Представитель от Правительства — исполнительного органа государственной власти:
1. Степанов Виктор Николаевич — полномочия признаны 14 декабря 2001 года — подтверждены 12 мая 2002 года — истекли 7 апреля 2006 года
2. Нелидов Андрей Витальевич — полномочия признаны 7 апреля 2006 года — прекращены досрочно 3 марта 2010 года
3. Алиханов Девлетхан Медетханович — полномочия признаны 17 марта 2010 года — прекращены 22 сентября 2010 года
4. Катанандов Сергей Леонидович — полномочия признаны 22 сентября 2010 года — подтверждены в июне 2012 года — прекращены 25 сентября 2017
5. Ракитин Александр Васильевич — полномочия признаны 26 сентября 2017 года — прекращены 26 сентября 2022 года.
6. Чижов Владимир Алексеевич — полномочия признаны 27 сентября 2022 года — истекают в сентябре 2027 года.

Представитель от Законодательного Собрания — законодательного органа государственной власти:
1. Пономарёв Юрий Иванович — полномочия признаны 28 декабря 2001 года — подтверждены 7 июня 2002 года — прекращены досрочно 1 января 2003 года
2. Фёдоров Владимир Александрович — полномочия признаны 4 января 2003 года — подтверждены 27 октября 2006 года — подтверждены 19 апреля 2012 года — прекращены 7 октября 2016 года
3. Зубарев Игорь Дмитриевич — полномочия признаны 7 октября 2016 года — подтверждены 7 октября 2021 года — истекают в сентябре 2026 года

### Республика Коми
Представитель от Правительства (с 2003 года, в 2001—2002 годах — от Главы Республики) — исполнительного органа государственной власти:
1. Волков Юрий Николаевич — полномочия признаны 25 апреля 2001 года — прекращены досрочно 23 января 2002 года
2. Азимов Рахим Азизбоевич — полномочия признаны 27 февраля 2002 года — прекращены досрочно 11 февраля 2003 года
3. Гришин Алексей Фёдорович — полномочия признаны 11 февраля 2003 года — прекращены досрочно 28 октября 2004 года
4. Васильев Игорь Владимирович — полномочия признаны 28 октября 2004 года — истекли 3 марта 2010 года
5. Торлопов Владимир Александрович — полномочия признаны 3 марта 2010 года — прекращены досрочно в январе 2014 года
6. Шатохин Дмитрий Александрович — полномочия признаны 22 сентября 2016 года — прекращены досрочно в сентябре 2020 года
7. Епифанова Ольга Николаевна — полномочия признаны 23 сентября 2020 года — истекают в сентябре 2025 года.

Представитель от Государственного Совета — законодательного органа государственной власти:
1. Трофимов Евгений Никитович — полномочия признаны 21 декабря 2001 года — подтверждены 26 марта 2003 года — подтверждены 30 марта 2007 года — истекли 21 апреля 2011 года
2. Шумейко Евгений Александрович — полномочия признаны в апреле 2011 года — истекли в декабре 2011 года
3. Самойлов Евгений Александрович — полномочия признаны 20 декабря 2011 года
4. Жилин Валерий Васильевич — полномочия признаны 24 октября 2014 года
5. Марков Валерий Петрович — полномочия признаны 15 октября 2015 года — истекли в сентябре 2020 года
6. Шумилова Елена Борисовна — полномочия признаны 24 сентября 2020 года — досрочно прекращены 18 июня 2025 года

### Республика Марий Эл
Представитель от Правительства — исполнительного органа государственной власти:
1. Торшин Александр Порфирьевич — полномочия признаны 26 января 2001 года — прекращены досрочно с 20 января 2015 года[3]
2. Солнцева Светлана Юрьевна — полномочия признаны 29 января 2015 года[4] — прекращены в сентябре 2015 года
3. Косачев Константин Иосифович — полномочия признаны 21 сентября 2015 года[5] — продлены в сентябре 2022 года — истекают в сентябре 2027 года

Представитель от Государственного Собрания — законодательного органа государственной власти:
1. Ломакин-Румянцев Илья Вадимович — полномочия признаны 29 марта 2001 года — прекращены досрочно 30 марта 2004 года
2. Дементьева Наталья Леонидовна — полномочия признаны 10 июня 2004 года — подтверждены 6 октября 2014 года — истекли в сентябре 2019 года
3. Мартынов Сергей Александрович — полномочия признаны 7 октября 2019 года — подтверждены 1 октября 2024 года — истекают в сентябре 2029 года

### Республика Мордовия
Представитель от Правительства — исполнительного органа государственной власти:
1. Невзлин Леонид Борисович — полномочия признаны 30 ноября 2001 года — истекли 27 марта 2003 года
2. Бычков Николай Викторович — полномочия признаны 27 марта 2003 года — прекращены досрочно 25 ноября 2004 года
3. Смирнов Александр Васильевич — полномочия признаны 13 апреля 2005 года — подтверждались 7 декабря 2005 года — подтверждены 24 ноября 2010 года — истекли 22 апреля 2013 года
4. Петрушкин Николай Владимирович — полномочия признаны 22 апреля 2013 года — истекли в мае 2017 года
5. Кисляк Сергей Иванович — полномочия признаны 20 сентября 2017 года — продлены 29 сентября 2021 года — истекают в сентябре 2026 года

Представитель от Государственного Собрания — законодательного органа государственной власти:
1. Петров Герман Станиславович — полномочия признаны 1 декабря 2001 года — истекли 3 декабря 2004 года
2. Литюшкин Владимир Васильевич — полномочия признаны 3 декабря 2004 года — подтверждены 30 января 2008 года — подтверждены 15 декабря 2011 года — подтверждены 29 сентября 2016 года — истекли в сентябре 2021 года
3. Тултаев Пётр Николаевич — полномочия признаны 29 сентября 2021 года — истекают в сентябре 2026 года

### Республика Саха (Якутия)
Представитель от Правительства — исполнительного органа государственной власти:
1. Николаев Михаил Ефимович — полномочия признаны 28 января 2002 года — подтверждены 25 апреля 2008 года — прекращены досрочно 23 июня 2010 года
2. Штыров Вячеслав Анатольевич — полномочия признаны 23 июня 2010 года — истекли 28 сентября 2018 года
3. Борисов Егор Афанасьевич — полномочия признаны 28 сентября 2018 года — подтверждены в сентябре 2023 года — истекают в сентябре 2028 года

Представитель от Государственного Собрания — Ил Тумэн — законодательного органа государственной власти:
1. Бурнашов Роберт Андреевич — полномочия признаны 28 января 2002 года — истекли 23 января 2003 года
2. Матвеев Александр Сафронович — полномочия признаны 23 января 2003 года — подтверждены 28 марта 2008 года — истекли 2 октября 2013 года
3. Акимов Александр Константинович — полномочия признаны 2 октября 2013 года — подтверждены 25 сентября 2018 года — истекли 4 октября 2023 года
4. Афанасьев Сахамин Миланович — полномочия признаны 4 октября 2023 года — истекают в сентябре 2028 года

### Республика Северная Осетия — Алания
Представитель от Правительства — исполнительного органа государственной власти:
1. Бугулов Эрик Русланович — полномочия признаны 19 февраля 2002 года — истекли 22 июня 2005 года
2. Дзасохов Александр Сергеевич — полномочия признаны 22 июня 2005 года — прекращены 22 сентября 2010 года
3. Хацаев Олег Солтанбекович — полномочия признаны 22 сентября 2010 года — прекращены в 2015 года
4. Мамсуров Таймураз Дзамбекович — полномочия признаны 14 сентября 2015 года — истекают в сентябре 2020 года — продлены 19 сентября 2021 года — истекают в сентябре 2026 года.

Представитель от Парламента — законодательного органа государственной власти:
1. Кадохов Валерий Тотразович — полномочия признаны 9 ноября 2000 года — подтверждены 10 июня 2003 года — переутверждены 30 января 2008 года — истекли 28 ноября 2012 года
2. Тотоонов Александр Борисович — полномочия признаны 28 ноября 2012 года — истекли в октябре 2017 года
3. Фадзаев Арсен Сулейманович — полномочия признаны 22 сентября 2017 года — истекли в сентябре 2022 года
4. Назаренко Виталий Викторович — полномочия признаны 29 сентября 2022 года — истекают в сентябре 2027 года

### Республика Татарстан
Представитель от Кабинета Министров — Правительства — исполнительного органа государственной власти:
1. Алтынбаев Рафгат Закиевич — полномочия признаны 11 мая 2001 года — полномочия прекращены досрочно 11 апреля 2003 года
2. Хамидуллин Фильза Гарифович — полномочия признаны 11 апреля 2003 года — истекли 11 мая 2005 года
3. Губайдуллин Экзам Саматович — полномочия признаны 11 мая 2005 года — подтверждены 28 апреля 2010 года — истекли 19 декабря 2012 года
4. Батин Сергей Леонидович — полномочия признаны 19 декабря 2012 года — истекли в марте 2015 года
5. Морозов Олег Викторович — полномочия признаны 18 сентября 2015 года — истекли в сентябре 2020 года
6. Сафин Ленар Ринатович — полномочия признаны 18 сентября 2020 года — досрочно прекращены 22 сентября 2022 года
7. Терентьев Александр Михайлович — полномочия признаны 22 сентября 2022 года

Представитель от Государственного Совета — законодательного органа государственной власти:
1. Ларочкина Ирина Андреевна — полномочия признаны 17 января 2002 года — подтверждены 28 апреля 2004 года — прекращены досрочно 6 мая 2005 года
2. Пахомов Алексей Михайлович — полномочия признаны 8 июня 2005 года — подтверждены 17 июня 2009 года — досрочно прекращены 1 декабря 2011 года
3. Мингазов Вагиз Василович — полномочия признаны 1 декабря 2011 года — досрочно прекращены 23 июня 2014 года
4. Ахметзянов Ильдус Талгатович — полномочия признаны 1 октября 2014 года — истекли в сентябре 2019 года
5. Емельянов Геннадий Егорович — полномочия признаны 2 октября 2019 года —подтверждены 20 сентября 2024 года —  истекают в сентябре 2029 года

### Республика Тыва
Представитель от Верховного Хурала (парламента) — законодательного органа государственной власти:
1. Удумбара Чанмыр Александрович — полномочия признаны 24 декабря 2001 года — истекли 8 октября 2002 года
2. Нарусова Людмила Борисовна — полномочия признаны 8 октября 2002 года — прекращены досрочно 13 октября 2010 года
3. Пиманов Алексей Викторович — полномочия признаны 17 января 2011 года — досрочно прекращены 14 октября 2013 года
4. Ондар Онер Хулерович — полномочия признаны в декабре 2013 года — истекли в октябре 2014 года
5. Бурико (Белоконь) Оксана Михайловна — полномочия признаны 27 октября 2014 года — истекли в октябре 2019 года
6. Оюн Дина Ивановна — полномочия признаны 14 октября 2019 года — прекращены 27 марта 2025 года
7. Кужугет Шолбан Артёмович — полномочия с 21 мая 2025 года[6]

Представитель от Правительства — исполнительного органа государственной власти:
1. Пугачёв Сергей Викторович — полномочия признаны 24 декабря 2001 года — прекращены досрочно 3 января 2011 года
2. Мунзук Галина Максимовна — полномочия признаны 2 апреля 2011 года — досрочно прекращены 5 октября 2014 года
3. Ооржак Мерген Дадар-оолович — полномочия признаны 6 октября 2014 года — досрочно прекращены в сентябре 2016 года
4. Нарусова Людмила Борисовна — полномочия признаны 23 сентября 2016 года — продлены в сентябре 2021 года — истекают в сентябре 2026 года

### Удмуртская Республика
Представитель от Правительства — исполнительного органа государственной власти:
1. Шудегов Виктор Евграфович — полномочия признаны 17 апреля 2001 года — подтверждены 18 мая 2004 года — прекращены досрочно 7 декабря 2007 года
2. Чекалин Александр Алексеевич — полномочия признаны 12 мая 2008 года — подтверждены 1 апреля 2009 года — истекают в сентябре 2019 года
3. Глебова Любовь Николаевна — полномочия признаны 17 сентября 2017 года — продлены в сентябре 2022 года — истекают в сентябре 2027 года

Представитель от Государственного Совета — законодательного органа государственной власти:
1. Салтыков Анатолий Иванович — полномочия признаны 17 апреля 2001 года — истекли 23 апреля 2003 года
2. Хорошавцев Виктор Геннадьевич — полномочия признаны 23 апреля 2003 года — подтверждены 30 января 2008 года — прекращены досрочно 20 января 2009 года
3. Щербаков Владимир Филиппович — полномочия признаны 13 мая 2009 года — досрочно прекращены 21 октября 2012 года
4. Соловьёв Александр Васильевич — полномочия признаны в апреле 2013 года — истекли досрочно 26 февраля 2014
5. Волков Александр Александрович — полномочия признаны 17 марта 2014 года — истекают в октябре 2017 года
6. Фёдоров Юрий Викторович — полномочия признаны 26 сентября 2017 года — продлены в сентябре 2022 года — истекают в сентябре 2027 года

### Республика Хакасия
Представитель от Правительства — исполнительного органа государственной власти:
1. Петренко Валентина Александровна — полномочия признаны 26 апреля 2001 года — подтверждены 26 января 2005 года — переутверждены 28 января 2009 года — подтверждены 18 сентября 2013 года — истекли в ноябре 2018 года
2. Усатюк Валерий Петрович — полномочия признаны 16 ноября 2018 года — истекают в ноябре 2023 года
3. Земцов, Олег Александрович — полномочия признаны 19 сентября 2023 года — истекают в сентябре 2028 года

Представитель от Верховного Совета — законодательного органа государственной власти:
1. Саркисян Аркадий Рафикович — полномочия признаны 26 апреля 2001 года — подтверждены 26 января 2005 года — прекращены досрочно 2 июня 2006 года
2. Серебренников Евгений Александрович — полномочия признаны 25 сентября 2006 года — подтверждены 25 марта 2009 года — подтверждены 18 сентября 2013 года — истекли в сентябре 2018 года
3. Жуков Александр Аркадьевич — полномочия признаны 27 февраля 2019 года — подтверждены 11 октября 2023 года — истекают в сентябре 2028 года

### Чеченская Республика
Представитель от Правительства (до октября 2003 года — от Администрации) — исполнительного органа государственной власти:
1. Завгаев Ахмар Гапурович — полномочия признаны 24 октября 2000 года — прекращены досрочно 7 декабря 2003 года
2. Джабраилов Умар Алиевич — полномочия признаны 14 января 2004 года — прекращены досрочно 7 октября 2009 года
3. Геремеев Сулейман Садулаевич — полномочия признаны 3 февраля 2010 года — подтверждены 11 июня 2011 года — подтверждены 5 октября 2016 года — подтверждены в 2021 года — истекают в сентябре 2026 года

Представитель от Парламента (до декабря 2003 года — Государственного Совета) — законодательного органа государственной власти:
1. Музыкаев Аднан Абдулаевич — полномочия признаны 10 июля 2003 года — прекращены досрочно 11 декабря 2003 года
2. Умаров Муса Нажмудинович — полномочия признаны 11 декабря 2003 года — истекли 26 ноября 2008 года
3. Сабсаби Зияд Мухамедович — полномочия признаны 26 ноября 2008 года — подтверждены 26 сентября 2013 года — подтверждены 4 октября 2016 года — досрочно прекращены 6 ноября 2019 года
4. Ахмадов Мохмад Исаевич — полномочия признаны 14 ноября 2019 года — подтверждены 4 октября 2021 года — истекают в сентябре 2026 года

### Чувашская Республика — Чувашия
Представитель от Кабинета Министров — исполнительного органа государственной власти:
1. Слуцкер Владимир Иосифович — полномочия признаны 18 января 2002 года — подтверждены 23 ноября 2005 года — истекли 22 сентября 2010 года
2. Фёдоров Николай Васильевич — полномочия признаны 22 сентября 2010 года — полномочия прекращены досрочно 23 мая 2012 года
3. Николаева Галина Григорьевна — полномочия признаны 5 июля 2012 года — полномочия прекращены досрочно 15 декабря 2014 года
4. Косачев Константин Иосифович — полномочия признаны 15 декабря 2014 года — истекли 15 сентября 2015 г
5. Фёдоров Николай Васильевич — полномочия признаны 15 сентября 2015 года — подтверждены 22 сентября 2020 года — истекают в сентябре 2025 года

Представитель от Государственного Совета — законодательного органа государственной власти:
1. Боровик Вячеслав Борисович — полномочия признаны 7 сентября 2001 года — истекли 10 сентября 2002 года -
2. Лебедев Леонид Леонидович — полномочия признаны 10 сентября 2002 года — подтверждены 27 октября 2006 года — подтверждены 22 декабря 2011 года — истекают в декабре 2016 года
3. Николаев Вадим Иванович — полномочия признаны в июне 2015 года — подтверждены 29 сентября 2016 года — истекают в сентябре 2021 года.
4. Владимиров Николай Николаевич — полномочия признаны 29 сентября 2021 года — истекают в сентябре 2026 года

## Края

### Алтайский край
Представитель от Администрации — исполнительного органа государственной власти:
1. Германенко Владимир Сергеевич — полномочия признаны 20 декабря 2001 года — прекращены 14 марта 2004 года
2. Тимербулатов Тимур Рафкатович — полномочия признаны 27 мая 2004 года — прекращены 25 января 2006 года
3. Слюняев Игорь Николаевич — полномочия признаны 25 января 2006 года — прекращены досрочно с 25 октября 2007 года
4. Шамков Юрий Вениаминович — полномочия признаны 20 февраля 2008 года — прекращены 26 сентября 2014 года
5. Щетинин Михаил Павлович — полномочия признаны 26 сентября 2014 года — прекращены досрочно 17 сентября 2018 года
6. Карлин Александр Богданович — полномочия признаны 17 сентября 2018 года — истекают в сентябре 2023 года
7. Кувшинова Наталья Сергеевна — полномочия признаны 19 сентября 2023 года — истекают в сентябре 2028 года

Представитель от краевого Законодательного Собрания (до 2007 года — краевого Совета народных депутатов) — законодательного органа государственной власти:
1. Опёнышев Сергей Павлович — полномочия признаны 20 декабря 2001 года — прекращены 27 мая 2004 года
2. Германенко Владимир Сергеевич — полномочия признаны 27 мая 2004 года — прекращены 29 декабря 2008 года
3. Белоусов Сергей Владимирович — полномочия признаны 29 декабря 2008 года — подтверждены 20 декабря 2011 года — подтверждены 6 октября 2016 года — истекли в сентябре 2021 года
4. Зобнев Виктор Викторович — полномочия признаны 7 октября 2021 года — истекают в сентябре 2026 года

### Забайкальский край
Представитель от Правительства — исполнительного органа государственной власти:
1. Жамбалнимбуев Бато-Жаргал — полномочия признаны в декабре 2010 года — истекли 18 сентября 2013 года
2. Жамсуев Баир Баясхаланович — полномочия признаны 18 сентября 2013 года — продлены 19 сентября 2019 года — подтверждены 20 сентября 2024 года — истекают в сентябре 2029 года

Представитель от Законодательного Собрания — законодательного органа государственной власти:
1. Сурков Константин Викторович — полномочия признаны декабре 2010 года — досрочно прекращены 16 сентября 2013 года
2. Жиряков Степан Михайлович — полномочия признаны 16 октября 2013 года — истекли 8 октября 2018 года
3. Михайлов Сергей Петрович — полномочия признаны 8 октября 2018 года — подтверждены 29 сентября 2023 года — истекают в сентябре 2028 года

### Камчатский край
Представитель от Правительства — исполнительного органа государственной власти:
1. Орлов Виктор Петрович — полномочия признаны в феврале 2008 года — прекращены досрочно 10 января 2012 года
2. Невзоров Борис Александрович — полномочия признаны 10 января 2012 года — продлены в сентябре 2015 года — продлены 22 сентября 2020 года — истекают в сентябре 2025 года

Представитель от Законодательного Собрания — законодательного органа государственной власти:
1. Сорокин Борис Аркадьевич — полномочия признаны в феврале 2008 года — истекли 19 декабря 2011 года
2. Пономарёв Валерий Андреевич — полномочия признаны 11 декабря 2011 года — подтверждены 12 октября 2016 года — подтверждены 13 октября 2021 года — истекают в сентябре 2026 года

### Краснодарский край
Представитель от Администрации — исполнительного органа государственной власти:
1. Кондратенко Николай Игнатович — полномочия признаны 11 января 2001 года — прекращены досрочно с 7 декабря 2003 года
2. Мостовой Леонид Аркадьевич — полномочия признаны 29 декабря 2003 года — истекли 8 декабря 2004 года
3. Ахмедов Фархад Теймур-оглы — полномочия признаны 8 декабря 2004 года — прекращены 6 июня 2007 года
4. Починок Александр Петрович — полномочия признаны 6 июня 2007 года — прекращены досрочно 14 октября 2011 года
5. Билалов Ахмед Гаджиевич — полномочия признаны 14 октября 2011 года — прекращены досрочно 7 ноября 2012 года
6. Игнатенко Виталий Никитич — полномочия признаны 7 ноября 2012 года — прекращены досрочно в сентябре 2015 года
7. Кондратенко Алексей Николаевич — полномочия признаны 22 сентября 2015 года — подтверждены 23 сентября 2020 года — истекают в сентябре 2025 года

Представитель от Законодательного Собрания — законодательного органа государственной власти:
1. Меремянин Константин Георгиевич — полномочия признаны 1 января 2002 года — истекли 10 января 2003 года
2. Шишков Алексей Николаевич — полномочия признаны 10 января 2003 года — истекли 30 января 2008 года
3. Кондратенко Николай Игнатович — полномочия признаны 30 января 2008 года — прекращены досрочно 27 ноября 2013 года
4. Громыко Евгений Васильевич — полномочия признаны 22 января 2014 года — прекращены досрочно 23 июля 2015 года
5. Харламов Владимир Иванович — полномочия признаны 30 ноября 2015 года — прекращены досрочно 15 сентября 2017 года
6. Бекетов Владимир Андреевич — полномочия признаны 28 сентября 2017 года — досрочно прекращены 16 сентября 2022 года
7. Трембицкий Александр Александрович — полномочия признаны 27 октября 2022 года — истекают в сентябре 2027 года

### Красноярский край
Представитель от Правительства — исполнительного органа государственной власти:
1. Федирко Павел Стефанович — полномочия признаны 2 ноября 2001 года — подтверждены 10 декабря 2002 года — прекращены досрочно 25 мая 2004 года
2. Каменской Игорь Александрович — полномочия признаны 25 мая 2004 года — подтверждены 16 апреля 2008 года — прекращены досрочно 16 ноября 2009 года
3. Оськина Вера Егоровна — полномочия признаны 14 июля 2010 года — прекращены досрочно 16 марта 2012 года
4. Клишас Андрей Александрович — полномочия признаны 19 марта 2012 года — подтверждены 26 сентября 2014 года — подтверждены 21 сентября 2018 года — подтверждены в сентябре 2023 года — истекают в сентябре 2028 года

Представитель от Законодательного Собрания — законодательного органа государственной власти:
1. Новиков Вячеслав Александрович — полномочия признаны 10 января 2002 года — подтверждены 19 сентября 2007 года — подтверждены 28 декабря 2011 года — прекращены досрочно 5 марта 2014 года
2. Семёнов Валерий Владимирович — полномочия признаны 3 апреля 2014 года — подтверждены 12 октября 2021 года — досрочно прекращены 24 мая 2023 года
3. Усс Александр Викторович — полномочия признаны 8 июня 2023 года

### Пермский край
Представитель от Правительства — исполнительного органа государственной власти:
1. Олег Анатольевич Чиркунов — полномочия признаны в январе 2001 года — прекращены в марте 2004 года
2. Татьяна Юрьевна Попова — полномочия признаны в апреле 2004 года — прекращены в июле 2007 года
3. Сергей Эдуардович Гордеев — полномочия признаны 19 июля 2007 года — прекращены 1 декабря 2010 года
4. Игорь Николаевич Шубин — полномочия признаны 24 декабря 2010 года — досрочно прекращены в январе 2012 года
5. Александр Петрович Починок — полномочия признаны 31 января 2012 года — прекращены 2 июля 2012 года
6. Андрей Аркадьевич Климов — полномочия признаны 2 июля 2012 года — подтверждены 18 сентября 2017 года — подтверждены 7 октября 2020 года — истекают в сентябре 2025 года

Представитель от Законодательного Собрания — законодательного органа государственной власти:
1. Оганес Арменакович Оганян — полномочия признаны в январе 2001 года — прекращены досрочно 4 декабря 2011 года
2. Шубин Игорь Николаевич — полномочия признаны 16 февраля 2012 года — истекли 29 сентября 2016 года
3. Пушков Алексей Константинович — полномочия признаны в сентябре 2016 года — продлены 30 сентября 2021 года — истекают в сентябре 2026 года

### Приморский край
Представитель от Правительства — исполнительного органа государственной власти:
1. Манилов Валерий Леонидович — полномочия признаны 29 августа 2001 года — прекращены досрочно 28 января 2004 года
2. Иванов Игорь Владимирович — полномочия признаны 28 января 2004 года — подтверждены 11 мая 2005 года — прекращены досрочно 26 мая 2006 года
3. Кондратов Виктор Евгеньевич — полномочия признаны 8 декабря 2006 года — прекращены 28 апреля 2010 года
4. Кикоть Владимир Яковлевич — полномочия признаны 28 апреля 2010 года — истекли 12 июня 2012 года
5. Заболотная Татьяна Владимировна — полномочия признаны 12 июня 2012 года — истекли 22 сентября 2014 года
6. Горячева Светлана Петровна — полномочия признаны 22 сентября 2014 года — подтверждены в сентябре 2019 года — истекают в декабре 2023 года
7. Ролик Александр Иванович — полномочия признаны 15 сентября 2023 года — истекают в сентябре 2028 года

Представитель от Законодательного Собрания — законодательного органа государственной власти:
1. Глубоковский Михаил Константинович — полномочия признаны 30 января 2002 года — истекли 27 ноября 2002 года
2. Кожемяко Олег Николаевич — полномочия признаны 27 ноября 2002 года — прекращены досрочно с 29 сентября 2004 года
3. Пушкарёв Игорь Сергеевич — полномочия признаны 24 ноября 2004 года — подтверждены 27 декабря 2006 года — прекращены досрочно 23 мая 2008 года
4. Фетисов Вячеслав Александрович — полномочия признаны 27 октября 2008 года — подтверждены 16 декабря 2011 года — прекращены в октябре 2016 года
5. Талабаева Людмила Заумовна — полномочия признаны 5 октября 2016 года — подтверждены 8 октября 2021 года — истекают в сентябре 2026 года

### Ставропольский край
Представитель от Правительства — исполнительного органа государственной власти:
1. Коробейников Анатолий Антонович — полномочия признаны 25 января 2001 года — подтверждены 8 февраля 2006 года — переутверждены 19 сентября 2008 года — прекращены досрочно 16 декабря 2009 года
2. Сагал Елена Михайловна — полномочия признаны 25 декабря 2009 года — истекли 17 августа 2012 года
3. Афанасов Михаил Александрович — полномочия признаны 17 августа 2012 года — истекли в сентябре 2019 года
4. Меликов Сергей Алимович — полномочия признаны — 27 сентября 2019 года, прекращены досрочно 5 октября 2020 года
5. Афанасов Михаил Александрович — полномочия признаны 14 октября 2020 года — истекают в сентябре 2025 года

Представитель от Думы — законодательного органа государственной власти:
1. Лысяков Алексей Алексеевич — полномочия признаны 21 февраля 2002 года — подтверждены 13 апреля 2007 года — истекли 13 декабря 2011 года
2. Скоморохин Константин Борисович — полномочия признаны 13 декабря 2011 года — истекли 6 октября 2016 года
3. Гаевский Валерий Вениаминович — полномочия признаны 6 октября 2016 года — истекли в сентябре 2021 года
4. Ягубов Геннадий Владимирович — полномочия признаны 1 октября 2021 года — истекают в сентябре 2026 года

### Хабаровский край
Представитель от Правительства (в 2001—2003 годах — Администрации) — исполнительного органа государственной власти:
1. Чиркин Андрей Борисович — полномочия признаны 15 декабря 2001 года (№ 395-СФ от 26 декабря 2001 года) — прекращены досрочно 7 декабря 2003 года (№ 1-СФ от 28 января 2004 года)
2. Солонин Юрий Никифорович — полномочия признаны 9 февраля 2005 года (№ 17-СФ) — подтверждены 17 октября 2007 года (№ 410-СФ) — подтверждены 17 июня 2009 года (№ 196-СФ) — истекли в мае 2013 года
3. Шишкин Александр Геннадьевич — полномочия признаны 18 сентября 2013 года — истекли 28 сентября 2018 года
4. Грешнякова Елена Геннадьевна — полномочия признаны 28 сентября 2018 года — досрочно прекращены в сентябре 2021 года
5. Базилевский Андрей Александрович — полномочия признаны 24 сентября 2021 года — досрочно прекращены 12 сентября 2024 года
6. Андрей Артурович Сережников — полномочия признаны 13 сентября 2024 года — истекают в сентябре 2029 года

Представитель от Законодательной Думы — законодательного органа государственной власти:
1. Озеров Виктор Алексеевич — полномочия признаны 15 декабря 2001 года (№ 395-СФ от 26 декабря 2001 года) — подтверждены 27 декабря 2005 года (№ 452-СФ) — подтверждены 14 апреля 2010 года (№ 109-СФ) — подтверждены 2 октября 2014 года — истекли 23 октября 2019 года
2. Приятнов Дмитрий Станиславович — полномочия признаны 23 октября 2019 года — сложил полномочия 31 октября 2019 года
3. Безденежных Сергей Вячеславович — полномочия признаны 5 декабря 2019 года — досрочно прекращены 11 сентября 2024 года
4. Калашников Виктор Дмитриевич — полномочия признаны 26 сентября 2024 года — истекают в сентябре 2029 года

## Области

### Амурская область
Представитель от Правительства — исполнительного органа государственной власти:
1. Карпов Александр Михайлович — полномочия с 20 сентября 2001 года — прекращены 22 июня 2005 года
2. Рогачёв Игорь Алексеевич — полномочия с 22 июня 2005 года — подтверждены 26 октября 2007 года — переутверждены 17 декабря 2008 — умер 7 апреля 2012 года
3. Савельев Николай Анатольевич — полномочия с 24 декабря 2012 года — истекли в сентябре 2015 года
4. Суворов Александр Георгиевич — полномочия с 21 сентября 2015 года, срок окончания полномочий: сентябрь 2020 года
5. Абрамов Иван Николаевич — полномочия с 27 сентября 2018 года, подтверждены в сентябре 2023 года, срок окончания полномочий: сентябрь 2028 года

Представитель от Законодательного Собрания (до 2008 года — Совета народных депутатов) — представительного органа государственной власти:
1. Буслова Галина Семёновна — полномочия с 14 декабря 2001 года — прекращены с 19 сентября 2007 года
2. Галлямов Амир Наилевич — полномочия с 19 сентября 2007 года — подтверждены 25 апреля 2008 года — истекают в марте 2012 года
3. Масловский Павел Алексеевич — полномочия с 18 декабря 2011 — прекращены с октября 2014 года
4. Кушнарь Юрий Васильевич — полномочия с 23 октября 2014 года
5. Коряков Александр Иванович — полномочия с 26 сентября 2016 года — прекращены в сентябре 2021 года
6. Шейкин Артём Геннадьевич — полномочия с 28 сентября 2021 года — прекращены в сентябре 2026 года

### Архангельская область
Представитель от Правительства — исполнительного органа государственной власти:
1. Коробейников Михаил Антонович — полномочия с 3 декабря 2001 года — истекли 15 сентября 2004 года
2. Тищенко Александр Геннадиевич — полномочия с 15 сентября 2004 года — истекли 15 октября 2008 года
3. Львов Николай Питиримович — полномочия с 15 октября 2008 года — истекли 15 марта 2012 года
4. Добрынин Константин Эдуардович — полномочия с 15 марта 2012 года — истекли в сентябре 2015 года
5. Павленко Виктор Николаевич — полномочия с 25 сентября 2015 года — истекли в октябре 2020 года
6. Некрасов Александр Николаевич — полномочия с 9 октября 2020 года — прекращены досрочно 29 января 2025 года
7. Борисов Юрий Иванович — полномочия с 20 мая 2025 года

Представитель от Собрания депутатов — представительного органа государственной власти:
1. Сивков Юрий Сергеевич — полномочия с 11 декабря 2001 года — подтверждены 26 января 2005 года — прекращены досрочно 14 октября 2007 года
2. Рушайло Владимир Борисович — полномочия с 7 декабря 2007 года — подтверждены 25 марта 2009 года — истекли 25 сентября 2013 года
3. Кононова Людмила Павловна — полномочия признаны 16 октября 2013 года — истекли в сентябре 2018 года
4. Новожилов Виктор Феодосьевич — полномочия признаны 21 сентября 2018 года — истекают в сентябре 2023 года
5. Новиков Иван Владимирович — полномочия признаны 23 сентября 2023 года — истекают в сентябре 2028 года

### Астраханская область
Представитель от Правительства (в 2001—2005 годах — от Администрации) — исполнительного органа государственной власти:
1. Маркелов Константин Алексеевич — полномочия с 15 февраля 2001 года — прекращены досрочно 4 февраля 2005 года
2. Чаплин Юрий Константинович — полномочия с 25 февраля 2005 года — подтверждены 27 января 2010 года — истекли 19 сентября 2014 года
3. Мартынов Игорь Александрович — полномочия с 19 сентября 2014 г — истекают в сентябре 2019 года
4. Башкин Александр Давыдович — полномочия с 27 сентября 2016 года — подтверждены в сентябре 2019 года — истекают в сентябре 2024 года
5. Деркач, Андрей Леонидович — полномочия с 12 сентября 2024 года — истекают в сентябре 2029 года

Представитель от областного Собрания депутатов — законодательного органа государственной власти:
1. Горбунов Геннадий Александрович — полномочия с 25 декабря 2001 года — подтверждены 15 ноября 2006 года — подтверждены 15 декабря 2011 года — истекают в декабре 2016 года
2. Орденов Геннадий Иванович — полномочия с 26 сентября 2016 года — подтверждены 23 сентября 2021 года — истекают в сентябре 2026 года

### Белгородская область
Представитель от Правительства — исполнительного органа государственной власти:
1. Дондуков Александр Николаевич — полномочия признаны 28 декабря 2001 года — прекращены 17 сентября 2003 года
2. Рыжков Николай Иванович — полномочия признаны 17 сентября 2003 года — подтверждены 6 июля 2007 года — подтверждены 22 октября 2012 года — подтверждены в октябре 2017 года — подтверждены в сентябре 2022 года — досрочно прекращены в сентябре 2023 года
3. Чефранова Жанна Юрьевна — полномочия признаны 9 октября 2023 года — истекают в сентябре 2026 года

Представитель от областной Думы — законодательного органа государственной власти:
1. Голиков Георгий Георгиевич — полномочия признаны 3 декабря 2001 года — прекращены досрочно с 7 декабря 2003 года
2. Попельнюхов Сергей Николаевич — полномочия признаны 24 декабря 2003 года — прекращены 26 мая 2006 года
3. Мошкович Вадим Николаевич — полномочия признаны 26 мая 2006 года — подтверждены 27 октября 2010 года — прекращены досрочно 15 декабря 2014 года
4. Кулабухов Иван Николаевич — полномочия признаны в январе 2015 года — прекращены 22 сентября 2020 года
5. Савченко Евгений Степанович — полномочия признаны 22 сентября 2020 — досрочно прекращены 5 июня 2024 года
6. Хтей, Тарас Юрьевич — полномочия признаны 27 июня 2024 — истекают в сентябре 2025 года

### Брянская область
Представитель от Правительства — исполнительного органа государственной власти
1. Лушкин Леонид Александрович — полномочия признаны 30 января 2001 года — прекращены досрочно 29 апреля 2004 года
2. Якубов Александр Рустамович — полномочия признаны 29 апреля 2004 года — истекли 12 октября 2005 года
3. Петров Александр Юрьевич — полномочия признаны 12 октября 2005 года — истекли 29 сентября 2010 года
4. Нарусова Людмила Борисовна — полномочия признаны 13 октября 2010 года — истекли 22 октября 2012 года
5. Марченко Михаил Александрович — полномочия признаны 22 октября 2012 года — истекают в октябре 2017 года
6. Калашников Сергей Вячеславович — полномочия признаны 29 сентября 2015 года — истекли в сентябре 2020 года
7. Деньгин Вадим Евгеньевич — дата наделения полномочиями 23 сентября 2020 года — истекают в сентябре 2025 года

Представитель от областной Думы — законодательного органа государственной власти
1. Понасов Степан Николаевич — полномочия признаны 26 декабря 2000 года — прекращены досрочно 25 апреля 2001 года
2. Дёмина Валентина Сергеевна — полномочия признаны 25 апреля 2001 года — истекли 21 сентября 2005 года
3. Василишин Эдуард Николаевич — полномочия признаны 21 сентября 2005 года — прекращены досрочно 27 января 2011 года
4. Петров Александр Юрьевич — полномочия признаны 28 апреля 2011 года — истекли 30 сентября 2014 года
5. Лахова Екатерина Филипповна — полномочия признаны 30 сентября 2014 года — истекли в сентябре 2019 года
6. Солодун Галина Николаевна — дата наделения полномочиями 27 сентября 2019 года — истекли в сентябре 2024 года
7. Попадайло Василий Васильевич — дата наделения полномочиями 24 сентября 2024 года — истекают в сентябре 2029 года

### Владимирская область
Представитель от Администрации — исполнительного органа государственной власти:
1. Густов Вадим Анатольевич — полномочия признаны 28 февраля 2001 года — подтверждены 27 апреля 2005 года — переутверждены 25 марта 2009 года — полномочия прекращены досрочно 13 декабря 2011 года
2. Синягин Александр Михайлович — полномочия признаны 13 декабря 2011 г — истекли 24 сентября 2013 года
3. Беляков Антон Владимирович — полномочия признаны 24 сентября 2013 года — истекли в сентябре 2018 года
4. Пронюшкин Александр Юрьевич — полномочия признаны 8 октября 2018 года — прекращены в сентябре 2022 года
5. Шохин Андрей Станиславович — полномочия признаны 17 сентября 2022 года — истекают в 2027 году

Представитель от Законодательного Собрания — представительного органа государственной власти:
1. Ильюшкин Евгений Павлович — полномочия признаны 24 января 2001 года — подтверждены 27 апреля 2005 года — истекли 25 марта 2009 года
2. Савенков Александр Николаевич — полномочия признаны 25 марта 2009 года — истекли 25 сентября 2013 года
3. Рыбаков Сергей Евгеньевич — полномочия признаны 25 сентября 2013 года — истекли в сентябре 2018 года
4. Хохлова Ольга Николаевна — полномочия признаны 5 октября 2018 года — истекли в 2023 году
5. Киселёв Владимир Николаевич — полномочия признаны 22 сентября 2023 года — истекают в 2028 году

### Волгоградская область
Представитель от Администрации — исполнительного органа государственной власти:
1. Агапцов Сергей Анатольевич — полномочия признаны 25 января 2001 года — прекращены досрочно с 9 июня 2004 года
2. Скарга Дмитрий Юрьевич — полномочия признаны 28 октября 2004 года — подтверждены 11 марта 2005 года — прекращены досрочно 25 сентября 2006 года
3. Бабичев Владимир Степанович — полномочия признаны 27 декабря 2006 года — истекли 3 февраля 2010 года
4. Максюта Николай Кириллович — полномочия признаны 3 февраля 2010 года — истекли 25 сентября 2014 года
5. Попова Елена Владимировна — полномочия признаны 25 сентября 2014 года — истекли 25 сентября 2019 года
6. Семисотов Николай Петрович — полномочия признаны 25 сентября 2019 года — истекают в сентябре 2024 года
7. инаугурация губернатора пройдет 4 октября, после чего он назначит сенатора

Представитель от областной Думы — законодательного органа государственной власти:
1. Голованчиков Александр Борисович — полномочия признаны 14 июня 2001 года — истекли 19 февраля 2004 года
2. Артюхов Вадим Витальевич — полномочия признаны 19 февраля 2004 года — истекли 25 марта 2009 года
3. Плотников Владимир Николаевич — полномочия признаны 25 марта 2009 года — истекли 25 сентября 2014 года
4. Ефимов Владимир Вячеславович — полномочия признаны 25 сентября 2014 года
5. Лебедева Татьяна Романовна — полномочия признаны 2 октября 2014 года — истекли в сентябре 2019 года
6. Горняков Сергей Васильевич — полномочия признаны 9 октября 2019 года — подтверждены 1 октября 2024 года— истекают в сентябре 2029 года

### Вологодская область
Представитель от Правительства (до 2003 года — Администрации) — исполнительного органа государственной власти:
1. Фёдоров Валерий Иванович — полномочия признаны 3 октября 2001 года — подтверждены 26 декабря 2003 года — продлены 6 июля 2007 года — истекли 10 февраля 2012 года
2. Тихомиров Николай Васильевич — полномочия признаны 10 февраля 2012 года — истекают в сентябре 2019 года
3. Авдеева Елена Осиповна — полномочия признаны 19 сентября 2019 года — прекращены досрочно 29 августа 2023 года
4. Данилова Ольга Михайловна — полномочия признаны 26 сентября 2023 года — прекращены досрочно 8 ноября 2023 года
5. Кувшинников Олег Александрович — полномочия подтверждены 9 ноября 2023 года — истекают в сентябре 2024 года
6. Богомазов Евгений Артёмович — полномочия признаны 27 сентября 2024 года — истекают в сентябре 2029 года

Представитель от Законодательного Собрания — законодательного органа государственной власти:
1. Хрипель Геннадий Тимофеевич — полномочия признаны 20 декабря 2001 года — прекращены 4 мая 2007 года
2. Воробьёв Юрий Леонидович — полномочия признаны 4 мая 2007 года — подтверждены 14 декабря 2011 года — переутверждены 27 сентября 2016 года — переутверждены 27 сентября 2021 года — истекают в сентябре 2026 года

### Воронежская область
Представитель от Правительства — исполнительного органа государственной власти:
1. Преображенский Борис Георгиевич — полномочия признаны 15 февраля 2001 года — истекли 1 июня 2004 года
2. Ерёменко Константин Викторович — полномочия признаны 1 июня 2004 года — истекли 13 мая 2009 года
3. Кулаков Владимир Григорьевич — полномочия признаны 13 мая 2009 года — истекли 3 ноября 2011 года
4. Макин Геннадий Иванович — полномочия признаны 3 ноября 2011 года — истекли 22 сентября 2014 года
5. Карелова Галина Николаевна — полномочия признаны 22 сентября 2014 года — подтверждены в сентябре 2019 года — подтверждены в сентябре 2023 года — истекают в сентябре 2028 года

Представитель от областной Думы — законодательного органа государственной власти:
1. Фетисов Глеб Геннадьевич — полномочия признаны 12 июля 2001 года — истекли 13 мая 2009 года
2. Ерёменко Константин Викторович — полномочия признаны 27 мая 2009 года — прекращены досрочно 18 марта 2010 года
3. Ольшанский Николай Михайлович — полномочия признаны 20 января 2011 года — истекли 1 марта 2013 года
4. Лукин Сергей Николаевич — полномочия признаны 12 апреля 2013 года — подтверждены в сентябре 2020 года — истекают в сентябре 2025 года

### Ивановская область
Представитель от Правительства — исполнительного органа государственной власти:
1. Гусев Владимир Кузьмич — полномочия признаны 25 января 2001 года — прекращены досрочно 28 апреля 2010 года
2. Яблоков Юрий Сергеевич — полномочия признаны 23 июня 2010 года — истекли 29 марта 2011 года
3. Васильев Валерий Николаевич — полномочия признаны 29 марта 2011 года — подтверждены в сентябре 2019 года — истекли 18 сентября 2023 года
4. Булавин Владимир Иванович — полномочия признаны 19 сентября 2023 года — истекают в сентябре 2028 года

Представитель от областной Думы (в 1994—2005 — Законодательного Собрания) — законодательного органа государственной власти:
1. Бакулин Валентин Иванович — полномочия признаны 9 января 2001 года — прекращены досрочно 19 февраля 2004 года
2. Смирнов Юрий Валентинович — полномочия признаны 19 февраля 2004 года — истекли 24 октября 2013 года
3. Бочков Владимир Михайлович — полномочия признаны 24 октября 2013 года — истекли 27 сентября 2018 года
4. Смирнов Виктор Владимирович — полномочия признаны 27 сентября 2018 года — досрочно прекращены 6 октября 2021 года
5. Гусаковский Александр Владиславович — полномочия признаны 15 октября 2021 года — истекают в сентябре 2023 года
6. Васильев Валерий Николаевич — полномочия признаны 18 сентября 2023 года — истекают в сентябре 2028 года

### Иркутская область
Представитель от Правительства — исполнительного органа государственной власти:
1. Мезенцев Дмитрий Фёдорович — полномочия признаны 16 января 2002 года — подтверждены 13 апреля 2005 — переутверждены 26 ноября 2008 года — прекращены досрочно с 8 июня 2009 года
2. Якубовский Владимир Викторович — полномочия признаны 18 ноября 2009 года — истекли 2 октября 2012 года
3. Каньков Олег Гиниятуллович — полномочия признаны 2 октября 2012 года — 3 октября 2015 года
4. Мархаев Вячеслав Михайлович — полномочия признаны 3 октября 2015 года — 23 сентября 2020 года
5. Чернышёв Андрей Владимирович — полномочия признаны 18 сентября 2020 года — истекают в сентябре 2025 года

Представитель от Законодательного Собрания — представительного органа государственной власти:
1. Межевич Валентин Ефимович — полномочия признаны 15 марта 2001 года — подтверждены 17 ноября 2004 года — переутверждены 12 ноября 2008 года — истекли 25 сентября 2013 года
2. Шуба Виталий Борисович — Заместитель председателя Комитета Совета Федерации по бюджету и финансовым рынкам — полномочия признаны 25 сентября 2013 года — истекли 20 сентября 2018 года
3. Брилка Сергей Фатеевич — полномочия признаны 20 сентября 2018 года — подтверждены 19 сентября 2023 года — истекают в сентябре 2028 года

### Калининградская область
Представитель от Правительства — исполнительного органа государственной власти:
1. Устюгов Валерий Николаевич — полномочия признаны 18 декабря 2000 года — прекращены досрочно 14 августа 2002 года
2. Скоробогатько Александр Иванович — полномочия признаны 14 августа 2002 года — прекращены досрочно 7 декабря 2003 года
3. Ткач Олег Поликарпович — полномочия признаны 22 января 2004 года — истекли в сентябре 2022 года
4. Шендерюк-Жидков Александр Владимирович — полномочия признаны 16 сентября 2022 года — полномочия подтверждены 20 сентября 2024 года — истекают в сентябре 2029 года

Представитель от Законодательного Собрания (до 2022 года — областной Думы) — законодательного органа государственной власти:
1. Тулаев Николай Петрович — полномочия признаны 8 декабря 2000 года — истекли 9 июня 2011 года
2. Власенко Николай Владимирович — полномочия признаны 9 июня 2011 года — истекают в марте 2016 года
3. Коротков Алексей Владимирович (род. 1976) — дата наделения полномочиями: 13 октября 2016 года — истекли 21 октября 2021 года
4. Ярошук Александр Георгиевич — дата наделения полномочиями: 21 октября 2021 года, срок окончания полномочий: сентябрь 2026 года

### Калужская область
Представитель от Правительства — исполнительного органа государственной власти:
1. Сударенков Валерий Васильевич — полномочия признаны 18 ноября 2000 года — подтверждены 1 апреля 2004 года — переутверждены 26 октября 2005 года — переутверждены 22 сентября 2010 года — истекли в сентябре 2015 года
2. Волков Юрий Николаевич — полномочия признаны 21 сентября 2015 года — досрочно прекращены 22 января 2020 года
3. Артамонов Анатолий Дмитриевич — дата наделения полномочиями: 14 февраля 2020 года — переутверждены 16 сентября 2020 года — истекают в сентябре 2025 года

Представитель от Законодательного Собрания — представительного органа государственной власти:
1. Колесников Виктор Михайлович — полномочия признаны 4 марта 2001 года — прекращены досрочно 7 декабря 2003 года
2. Александров Алексей Иванович — полномочия признаны 12 апреля 2004 года — подтверждены 26 января 2005 года — переутверждены 28 апреля 2010 года — подтверждены в сентябре 2015 года — истекли в сентябре 2020 года
3. Савин Александр Александрович — дата наделения полномочиями 24 сентября 2020 года — истекают в сентябре 2025 года

### Кемеровская область — Кузбасс
Представитель от Правительства — исполнительного органа государственной власти:
1. Шатиров Сергей Владимирович — полномочия признаны 27 июня 2001 года — подтверждены 11 мая 2005 года — подтверждены 13 мая 2010 года — истекли 3 октября 2013 года
2. Лаврик Александр Никитович — полномочия подтверждены 3 октября 2013 года — истекли 17 сентября 2018 года
3. Синицын Алексей Владимирович — полномочия подтверждены 17 сентября 2018 года — подтверждены в сентябре 2023 года — истекают в сентябре 2028 года

Представитель от Законодательного Собрания — Парламента (в 1998—2019 годах — областного Совета народных депутатов) — законодательного органа государственной власти:
1. Орлова Светлана Юрьевна — полномочия признаны 24 ноября 2001 года — подтверждены 28 мая 2003 года — подтверждены 12 ноября 2008 года — истекли 17 сентября 2013 года
2. Шатиров Сергей Владимирович — полномочия подтверждены 17 сентября 2013 года — истекли 14 сентября 2018 года
3. Кузьмин Дмитрий Геннадьевич — полномочия подтверждены 14 сентября 2018 года — истекли в сентябре 2023 года
4. Ильина Надежда Викторовна — полномочия признаны 13 сентября 2023 года — истекают в сентябре 2028 года

### Кировская область
Представитель от Правительства — исполнительного органа государственной власти:
1. Сысолятин Владимир Петрович — полномочия признаны с 1 января 2002 года — прекращены досрочно 13 ноября 2002 года
2. Иванов Сергей Павлович — полномочия признаны 13 ноября 2002 года — истекли 25 марта 2004 года
3. Клишин Алексей Александрович — полномочия признаны 25 марта 2004 года — истекли 1 апреля 2009 года
4. Шаклеин Николай Иванович — полномочия признаны 1 апреля 2009 года — истекли 16 марта 2012 года
5. Журова Светлана Сергеевна — полномочия признаны 16 марта 2012 — прекращены досрочно 27 марта 2013 года
6. Исупов Юрий Геннадьевич — полномочия признаны 27 марта 2013 года — истекли 24 сентября 2014 года
7. Тимченко Вячеслав Степанович — полномочия подтверждены 24 сентября 2014 года — истекли в 2016 года
8. Казаковцев Олег Александрович — полномочия подтверждены в 2016 года — истекли в сентябре 2017 года
9. Бондарев Виктор Николаевич — наделён полномочиями 19 сентября 2017 года — продлены в сентябре 2022 года — истекают в сентябре 2027 года

Представитель от Законодательного Собрания — законодательного органа государственной власти:
1. Михеев Михаил Александрович — полномочия признаны 9 апреля 2001 года — прекращены досрочно 14 апреля 2004 года
2. Иванов Сергей Павлович — полномочия признаны 14 апреля 2004 года — прекращены досрочно 2 июня 2006 года
3. Хазин Андрей Леонидович — полномочия признаны 23 июня 2006 года — истекли 28 апреля 2011 года
4. Казаковцев Олег Александрович — подтверждены полномочия 28 апреля 2011 года — истекли в марте 2016 года
5. Тимченко Вячеслав Степанович — полномочия подтверждены 6 октября 2016 года — продлены 30 сентября 2021 года — истекают в сентябре 2026 года

### Костромская область
Представитель от Администрации — исполнительного органа государственной власти:
1. Стариков Иван Валентинович — полномочия признаны 25 января 2001 года — прекращены досрочно 28 апреля 2004 года
2. Дума Василий Михайлович — полномочия признаны 13 мая 2004 года — подтверждены 8 июня 2005 года — продлены 16 ноября 2007 года — истекли 18 мая 2011 года
3. Журавлёв Николай Андреевич — полномочия с 18 мая 2011 года — подтверждены 18 июня 2012 года — продлены 15 октября 2015 года — продлены 16 сентября 2020 года — истекают в сентябре 2025 года.

Представитель от областной Думы — законодательного органа государственной власти:
1. Виноградов Вячеслав Николаевич — полномочия признаны 7 июня 2001 года — прекращены досрочно 13 февраля 2004 года
2. Хазин Андрей Леонидович — полномочия признаны 13 февраля 2004 года — прекращены досрочно 8 февраля 2006 года
3. Тер-Аванесов Александр Борисович — полномочия признаны 8 февраля 2006 года — подтверждены 15 декабря 2010 года — истекли в сентябре 2015 года
4. Козлов Михаил Васильевич (род. 1958) — полномочия признаны 27 ноября 2015 года — истекают в сентябре 2020 года
5. Калашник Сергей Викторович — полномочия признаны 5 октября 2020 года — истекают в сентябре 2025 года

### Курганская область
Представитель от Правительства — исполнительного органа государственной власти:
1. Пантелеев Олег Евгеньевич — полномочия признаны 26 апреля 2001 года — подтверждены 9 февраля 2005 года — продлены 27 января 2010 года — истекли 26 сентября 2014 года
2. Перминова Елена Алексеевна — полномочия признаны 26 сентября 2014 года — продлены 10 сентября 2019 года — продлены в сентябре 2024 года — истекают в сентябре 2029 года

Представитель от областной Думы — законодательного органа государственной власти:
1. Вихарев Андрей Анатольевич — полномочия признаны 26 апреля 2001 года — прекращены досрочно 29 июня 2004 года
2. Лисовский Сергей Фёдорович — полномочия признаны 29 июня 2004 года — подтверждены 9 февраля 2005 года — подтверждены в сентябре 2015 года — истекли в сентябре 2020 года
3. Муратов Сергей Николаевич — дата наделения полномочиями 25 сентября 2020 года — истекают в сентябре 2025 года

### Курская область
Представитель от Администрации — исполнительного органа государственной власти
1. Широконосов Геннадий Васильевич — полномочия признаны 23 ноября 2000 года — прекращены 13 апреля 2005 года
2. Ткачёва Нина Васильевна — полномочия признаны 13 апреля 2005 года — истекли 26 мая 2006 года
3. Богданов Виталий Анатольевич — полномочия признаны 23 июня 2006 года — досрочно прекращены в ноябре 2018 года
4. Михайлов Александр Николаевич — полномочия признаны 27 ноября 2018 года — подтверждены в сентябре 2019 года — умер 4 декабря 2020 года
5. Рапота Григорий Алексеевич — дата наделения полномочиями: 17 мая 2021 года; срок окончания полномочий: сентябрь 2024 года
6. Кондратьев Алексей Владимирович — полномочия признаны 17 сентября 2024 года — срок окончания полномочий: сентябрь 2029 года

Представитель от областной Думы — законодательного органа государственной власти 
1. Черных Виктор Дмитриевич — полномочия признаны 30 января 2001 года — истекли 31 марта 2005 года
2. Богданов Виталий Анатольевич — полномочия признаны 13 апреля 2005 года — истекли 26 мая 2006 года
3. Ткачёва Нина Васильевна — полномочия признаны 26 мая 2006 года — истекли 23 июня 2011 года
4. Рязанский Валерий Владимирович — полномочия признаны 23 июня 2011 года — подтверждены 11 октября 2016 года — истекли в сентябре 2021 года
5. Брыксин Александр Юрьевич — дата наделения полномочиями: 7 октября 2021 года; срок окончания полномочий: сентябрь 2026 года

### Ленинградская область
Представитель от Администрации — исполнительного органа государственной власти:
1. Васильев Сергей Александрович — полномочия признаны 12 июля 2001 года — подтверждены 23 декабря 2003 года — прекращены досрочно 3 сентября 2007 года
2. Молчанов Андрей Юрьевич — полномочия признаны 30 января 2008 года — прекращены досрочно 28 декабря 2011 года
3. Скворцов Вячеслав Николаевич — полномочия признаны 28 декабря 2011 года — истекли 3 сентября 2012 года
4. Фомин Игорь Вадимович — полномочия признаны 3 сентября 2012 года — подтверждены в сентябре 2015 года — истекли в сентябре 2020 года
5. Перминов Сергей Николаевич — полномочия признаны 17 сентября 2020 года — истекают в сентябре 2025 года

Представитель от Законодательного Собрания — законодательного органа государственной власти:
1. Альфред Рейнгольдович Кох — полномочия признаны 26 февраля 2002 года — прекращены досрочно 23 апреля 2002 года
2. Голубев Валерий Александрович — полномочия признаны 23 апреля 2002 года — прекращены досрочно 25 февраля 2003 года
3. Нагинский Григорий Михайлович — полномочия признаны 16 сентября 2003 года — подтверждены 30 марта 2007 года — прекращены досрочно 15 января 2010 года
4. Молчанов Андрей Юрьевич — полномочия признаны 15 декабря 2011 года — прекращены досрочно 17 апреля 2013 года
5. Петелин Евгений Владиленович — полномочия признаны 24 апреля 2013 года — истекают в декабре 2016 года
6. Василенко Дмитрий Юрьевич — полномочия признаны 5 октября 2016 года — подтверждены 7 октября 2021 года — истекают в сентябре 2026 года

### Липецкая область
Представитель от Правительства — исполнительного органа государственной власти:
1. Лысков Анатолий Григорьевич — полномочия признаны 31 января 2002 года — подтверждены 29 апреля 2002 года — продлены 21 сентября 2005 года — переутверждены 23 июня 2010 года — истекли 26 сентября 2014 года
2. Тихонова Ираида Юрьевна — полномочия признаны 26 сентября 2014 года — досрочно прекращены 7 ноября 2018 года
3. Королёв Олег Петрович — наделение полномочиями 15 ноября 2018 года — досрочно прекращены 23 июня 2021 года
4. Аверов Дмитрий Львович — наделение полномочиями 29 июня 2021 года — досрочно прекращены 21 сентября 2021 года
5. Хлякина Оксана Владимировна — наделение полномочиями 21 сентября 2021
6. Уваркина, Евгения Юрьевна— наделение полномочиями 17 сентября 2024 года — истекают в сентябре 2029 года

Представитель от областного Совета депутатов — законодательного органа государственной власти:
1. Кавджарадзе Максим Геннадьевич — полномочия признаны 25 декабря 2001 года — подтверждены 30 апреля 2002 года — переутверждены 15 ноября 2006 года — переутверждены 13 декабря 2011 года — подтверждены 22 сентября 2016 года — подтверждены 1 октября 2021 года — истекают в сентябре 2026 года

### Магаданская область
Представитель от Правительства — исполнительного органа государственной власти:
1. Кулаков Владимир Фёдорович — полномочия признаны 25 ноября 2000 года — подтверждены 26 марта 2003 года — продлены 19 марта 2008 года — истекли 1 августа 2014 года
2. Широков Анатолий Иванович — полномочия признаны 10 октября 2014 года — подтверждены в сентябре 2023 года — истекают в сентябре 2028 года

Представитель от областной Думы — законодательного органа государственной власти:
1. Засько Юрий Евгеньевич — полномочия признаны 4 июня 2001 года — прекращены досрочно 25 сентября 2004 года
2. Каликян Вячеслав Ардавасович — полномочия признаны 25 сентября 2004 года — подтверждены 8 июня 2005 года — прекращены досрочно 2 мая 2006 года
3. Иванов Сергей Павлович — полномочия признаны 2 июня 2006 года — переутверждены 1 декабря 2010 года — переутверждены 28 сентября 2015 года — переутверждены 28 сентября 2020 года — истекают сентябрь 2025 года.

### Московская область
Представитель от Правительства — исполнительного органа государственной власти:
1. Чуркин Николай Павлович — полномочия признаны 1 января 2002 года — истекли в мае 2012 года
2. Громов Борис Всеволодович — полномочия признаны в мае 2012 года — истекли 21 июня 2013 года
3. Саблин Дмитрий Вадимович — полномочия признаны 16 сентября 2013 года — прекращены досрочно 18 сентября 2016 года
4. Липатов Юрий Александрович — полномочия признаны 30 сентября 2016 года — истекают 17 сентября 2018 года
5. Русских Алексей Юрьевич — полномочия признаны 17 сентября 2018 года — досрочно прекращены 8 апреля 2021 года
6. Забралова Ольга Сергеевна — полномочия признаны 19 мая 2021 года — подтверждены в сентябре 2023 года — досрочно прекращены 24 сентября 2024 года
7. Тресков Игорь Борисович — полномочия признаны 1 октября 2024 года — истекают в сентябре 2029 года

Представитель от областной Думы — законодательного органа государственной власти:
1. Брынцалов Игорь Юрьевич — полномочия признаны 16 января 2002 года — прекращены досрочно 8 декабря 2011 года
2. Аксаков Валерий Евгеньевич — полномочия признаны 29 октября 2011 года — прекращены досрочно 9 октября 2014 года
3. Антонова Лидия Николаевна — полномочия признаны 9 октября 2014 года — прекращены досрочно 18 сентября 2016 года
4. Виктор Семёнович Абрамов — полномочия признаны 29 сентября 2016 года — истекли в сентябре 2021 года
5. Двойных Александр Владимирович — полномочия признаны 30 сентября 2021 года — истекают в сентябре 2026 года

### Мурманская область
Представитель от Правительства — исполнительного органа государственной власти:
1. Гурьев Андрей Григорьевич — полномочия признаны 23 ноября 2001 года — подтверждены 15 апреля 2004 года — продлены 30 марта 2007 года — переутверждены 7 июля 2009 года — прекращены досрочно 29 мая 2013 года
2. Чернышенко Игорь Константинович — полномочия признаны 6 июня 2013 года — истекают в сентябре 2019 года
3. Долгов Константин Константинович — дата наделения полномочиями 27 сентября 2019 года — истекают в сентябре 2024 года
4. Дягилева Елена Васильевна — дата наделения полномочиями 27 сентября 2024 года — истекают в сентябре 2029 года

Представитель от областной Думы — законодательного органа государственной власти:
1. Попов Вячеслав Алексеевич — полномочия признаны 4 января 2002 года — подтверждены 30 марта 2007 года — прекращены досрочно 15 декабря 2011 года
2. Чуб Владимир Фёдорович — полномочия признаны 24 декабря 2011 года — истекают в декабре 2016 года
3. Кусайко Татьяна Алексеевна — полномочия признаны 6 октября 2016 года — истекают в сентябре 2021 года
4. Сахарова Татьяна Анатольевна — полномочия признаны 7 октября 2021 года — прекращены досрочно 4 июня 2025 года

### Нижегородская область
Представитель от Правительства — исполнительного органа государственной власти
1. Бушмин Евгений Викторович — полномочия признаны 20 ноября 2001 года — прекращены досрочно 21 сентября 2005 года
2. Подлесов Александр Минович — полномочия признаны 12 октября 2005 года — истекли 10 ноября 2010 года
3. Лебедев Владимир Альбертович — полномочия признаны 10 ноября 2010 года — подтверждены в сентябре 2019 года — подтверждены в сентябре 2023 года — прекращены досрочно 30 ноября 2023 года
4. Щетинина Ольга Владимировна — полномочия признаны12 декабря 2023 года — истекают в сентябре 2028 года

Представитель от Законодательного Собрания — законодательного органа государственной власти
1. Козерадский Анатолий Александрович — полномочия признаны 29 ноября 2001 г — истекли 11 апреля 2002 года
2. Бедняков Дмитрий Иванович — полномочия признаны 11 апреля 2002 года — истекли 23 июня 2006 года
3. Белов Леонид Александрович — полномочия признаны 23 июня 2006 г — истекли 24 июня 2011 года
4. Шнякин Валерий Николаевич— полномочия признаны нояб. 2010 по сент. 2014.
5. Вайнберг Александр Владеленович — подтверждены 12 октября 2016 года — продлены 5 октября 2021 года — истекают в сентябре 2026 года

### Новгородская область
Представитель от Правительства — исполнительного органа государственной власти:
1. Бурбулис Геннадий Эдуардович — полномочия признаны 2 ноября 2001 года — подтверждены 24 сентября 2003 года — истекли 16 ноября 2007 года
2. Коровников Александр Венидиктович — полномочия признаны 16 ноября 2007 года — переутверждены 25 октября 2012 года — истекли в сентябре 2016 года
3. Костюков Алексей Викторович — полномочия признаны 28 сентября 2016 года — истекли в октябре 2017 года
4. Митин Сергей Герасимович — полномочия признаны 14 октября 2017 года — продлены в сентябре 2022 года — истекают в сентябре 2027 года

Представитель от областной Думы — законодательного органа государственной власти:
1. Сорокин Михаил Михайлович — полномочия признаны 28 ноября 2001 года — подтверждены 27 октября 2006 года — истекли 26 декабря 2011 года
2. Кривицкий Дмитрий Борисович — полномочия признаны 26 декабря 2011 года — истекли в декабре 2016 года
3. Фабричный Сергей Юрьевич — полномочия признаны 28 сентября 2016 года — истекли 6 октября 2021 года
4. Писарева Елена Владимировна — полномочия признаны 6 октября 2021 года — истекают в сентябре 2026 года

### Новосибирская область
Представитель от Правительства — исполнительного органа государственной власти:
1. Игнатов Виктор Александрович — полномочия признаны 21 ноября 2001 года — прекращены 27 февраля 2004 года
2. Салтыков Анатолий Иванович — полномочия признаны 27 февраля 2004 года — подтверждены 30 января 2008 года — прекращены досрочно 24 ноября 2010 года
3. Беспаликов Алексей Акимович — полномочия признаны 24 ноября 2010 года — истекли 1 октября 2014 года
4. Болтенко Надежда Николаевна — полномочия признаны 1 октября 2014 года — прекращены досрочно 1 октября 2018 года
5. Городецкий Владимир Филиппович — полномочия признаны 1 октября 2018 года — подтверждены в сентябре 2023 — истекают в сентябре 2028 года

Представитель от Законодательного Собрания (в 1994—2010 годах — областного Совета депутатов) — законодательного органа государственной власти:
1. Алаферовский Юрий Петрович — полномочия признаны 20 декабря 2001 года — прекращены 25 января 2006 года
2. Леонов Виктор Васильевич — полномочия признаны 25 января 2006 года — прекращены 10 ноября 2010 года
3. Косоуров Виктор Семёнович — полномочия признаны 10 ноября 2010 года — истекли в октябре 2015 года
4. Лаптев Владимир Васильевич — полномочия признаны 10 декабря 2015 года — истекли в сентябре 2020 года
5. Карелин Александр Александрович — дата наделения полномочиями 25 сентября 2020 года — истекают в сентябре 2025 года

### Омская область
| Представитель от Правительства (до 2004 — администрации) области — исполнительного органа государственной власти |

### Оренбургская область
Представитель от Правительства — исполнительного органа государственной власти:
1. Зелепухин Александр Григорьевич — полномочия признаны 21 декабря 2001 года — прекращены 21 апреля 2004 года
2. Долгушкин Николай Кузьмич — полномочия признаны 21 апреля 2004 года — подтверждены 23 ноября 2005 года — прекращены 22 сентября 2010 года
3. Чернышёв Алексей Андреевич — полномочия признаны 22 сентября 2010 года — истекли 26 сентября 2014 года
4. Афанасьева Елена Владимировна — полномочия признаны 26 сентября 2014 года — подтверждены в сентябре 2019 года — подтверждены 13 сентября 2024 года — истекают в сентябре 2029 года

Представитель от Законодательного Собрания — законодательного органа государственной власти:
1. Нефёдов Виктор Леонидович — полномочия признаны 21 декабря 2001 года — подтверждены 19 июня 2002 года — прекращены досрочно с 7 декабря 2003 года
2. Пожитков Николай Фёдорович — полномочия признаны 30 декабря 2003 года — подтверждены 26 апреля 2006 года — подтверждены 11 мая 2011 года — истекли в марте 2016 года
3. Шевченко Андрей Анатольевич — полномочия признаны 27 сентября 2016 года — подтверждены 28 сентября 2021 года — истекают в сентябре 2026 года

### Орловская область
Представитель от Правительства — исполнительного органа государственной власти:
1. Меркулов Павел Александрович — полномочия признаны 28 декабря 2001 г . — полномочия прекращены досрочно 21 мая 2004 года
2. Рогачёва Марина Георгиевна — полномочия признаны 21 мая 2004 года — подтверждены 25 мая 2005 года — прекращены досрочно 16 февраля 2009 года
3. Строев Егор Семёнович — полномочия признаны 25 марта 2009 года — истекли 24 сентября 2014 года
4. Круглый Владимир Игоревич — полномочия признаны 26 сентября 2014 года — подтверждены в сентябре 2019 года — истекли в сентябре 2023 года
5. Соколов Вадим Вячеславович — полномочия признаны 16 сентября 2023 года — истекают в сентябре 2028 года

Представитель от областного Совета народных депутатов — законодательного органа государственной власти:
1. Щеблыгин Сергей Евгеньевич — полномочия признаны 28 декабря 2001 года — подтверждены 26 апреля 2002 года — продлены 25 мая 2007 года — подтверждены 16 декабря 2011 года — истекли в декабре 2016 года
2. Иконников Василий Николаевич — полномочия признаны 4 октября 2016 года — подтверждены 6 октября 2021 года — истекают в сентябре 2026 года

### Пензенская область
Представитель от Правительства — исполнительного органа государственной власти:
1. Плешаков Александр Петрович — полномочия признаны 27 марта 2001 года — прекращены 7 июня 2002 года
2. Беспалов Александр Дмитриевич — полномочия признаны 7 июня 2002 года — прекращены досрочно 3 марта 2003 года
3. Шпигель Борис Исаакович — полномочия признаны 3 апреля 2003 года — подтверждены 8 июня 2005 года — продлены 9 июня 2010 года — прекращены досрочно 27 марта 2013 года
4. Едалов Владимир Фёдорович — полномочия признаны 4 апреля 2013 года — прекращены 21 сентября 2015 года
5. Бочкарёв Василий Кузьмич — полномочия признаны 21 сентября 2015 года — скончался 22 июня 2016 года
6. Дмитриенко Алексей Геннадиевич — полномочия признаны 12 сентября 2016 года — прекращены 21 сентября 2020 года
7. Львова-Белова Мария Алексеевна — полномочия признаны 21 сентября 2020 года — прекращены досрочно 10 ноября 2021 года
8. Кондратюк Николай Фёдорович — полномочия признаны 21 декабря 2021 года — истекают в сентябре 2026 года

Представитель от Законодательного Собрания — законодательного органа государственной власти:
1. Пашков Александр Владимирович — полномочия признаны 21 декабря 2001 года — прекращены 28 мая 2002 года
2. Вавилов Андрей Петрович — полномочия признаны 28 мая 2002 года — подтверждены 30 января 2008 года — прекращены досрочно 17 марта 2010 года
3. Калинин Юрий Иванович — полномочия признаны 31 марта 2010 года — прекращены 22 октября 2012 года
4. Глебова Любовь Николаевна — полномочия признаны 22 октября 2012 года — прекращены досрочно 22 марта 2015 года
5. Кондрашин Виктор Викторович — полномочия признаны 11 августа 2015 года — истекли в сентябре 2017 года
6. Мельниченко Олег Владимирович — полномочия признаны 26 сентября 2017 — прекращены досрочно 31 марта 2021 года
7. Лазуткина Юлия Викторовна — полномочия признаны 29 апреля 2021 года — продлены 21 сентября 2022 года — истекают в сентябре 2027 года

### Псковская область
Представитель от Правительства — исполнительного органа государственной власти:
1. Маргелов Михаил Витальевич — полномочия признаны 21 декабря 2000 года — подтверждены 23 декабря 2004 года — переутверждены 1 апреля 2009 года — истекли 25 сентября 2014 года
2. Бибикова Елена Васильевна — полномочия признаны 25 сентября 2014 года — подтверждены в сентябре 2019 года — истекли в сентябре 2023 года
3. Наумец Алексей Васильевич — полномочия признаны 21 сентября 2023 года — истекают в сентябре 2028 года

Представитель от областного Собрания депутатов — законодательного органа государственной власти:
1. Медведев Николай Яковлевич — полномочия признаны с 1 января 2002 года — подтверждены 15 апреля 2002 года — прекращены 6 июля 2007 года
2. Турчак Андрей Анатольевич — полномочия признаны 6 июля 2007 года — прекращены досрочно 16 февраля 2009 года
3. Борисов Александр Александрович — полномочия признаны 13 мая 2009 года — подтверждены 15 декабря 2011 года — истекли в декабре 2016 года
4. Турчак Андрей Анатольевич — полномочия признаны 2 ноября 2017 года — подтверждены 30 сентября 2021 года — досрочно прекращены 5 июня 2024 года
5. Мельникова, Наталья Геннадьевна— полномочия признаны 15 октября 2024 года — истекают в сентябре 2026 года

### Ростовская область
Представитель от Правительства — исполнительного органа государственной власти:
1. Анохин Сергей Викторович — полномочия признаны 11 декабря 2001 года — прекращены 21 сентября 2005 года
2. Бушмин Евгений Викторович — полномочия признаны 21 сентября 2005 года — подтверждены 19 июля 2010 года — истекают в июне 2015 года — досрочно прекращены 6 октября 2019 года
3. Лакунин Владимир Юрьевич — полномочия признаны 14 ноября 2019 года — истекли в сентябре 2020 года
4. Яцкин Андрей Владимирович — полномочия признаны 21 сентября 2020 года — истекают в сентябре 2025 года

Представитель от Законодательного Собрания — законодательного органа государственной власти:
1. Казаков Александр Иванович — полномочия признаны 21 декабря 2001 года — подтверждены 9 апреля 2003 года — прекращены досрочно 26 декабря 2005 года
2. Тягачёв Леонид Васильевич — полномочия признаны 11 июля 2007 года — подтверждены 19 марта 2008 года — подтверждены в марте 2013 года — истекли в сентябре 2018 года
3. Рукавишникова Ирина Валерьевна — полномочия признаны 15 сентября 2018 года — подтверждены 20 сентября 2023 года — досрочно прекращены в ноября 2024
4. Голубев Василий Юрьевич — полномочия признаны 23 ноября 2024 года.

### Рязанская область
| Представитель от администрации области — исполнительного органа государственной власти |

### Самарская область
Представитель от Правительства (ранее администрации) — исполнительного органа государственной власти:
1. Ткаченко Герман Владимирович — полномочия признаны 27 декабря 2001 года — прекращены 13 июля 2005 года
2. Ищук Андрей Георгиевич — полномочия признаны 13 июля 2005 года — прекращены 17 октября 2007 года
3. Титов Константин Алексеевич — полномочия признаны 17 октября 2007 года — прекращены 9 октября 2014 года
4. Азаров Дмитрий Игоревич — полномочия признаны 10 октября 2014 года — досрочно прекращены 25 сентября 2017 года[7]
5. Мухаметшин Фарит Мубаракшевич — полномочия признаны 17 сентября 2018 года ——  подтверждены в сентябре 2023 года —— прекращены в сентябре 2024 года
6. Сидухина Марина Геннадьевна — полномочия признаны 13 сентября 2024 года — истекают в сентябре 2029 года

Представитель от Самарской Губернской Думы — представительного органа государственной власти:
1. Ковальский Леон Иосифович — полномочия признаны 3 декабря 2001 года — подтверждены 18 декабря 2001 года — прекращены досрочно 25 января 2006 года
2. Парфёнов Валерий Павлович — полномочия признаны 6 июля 2007 года — истекли 23 декабря 2011 года
3. Мамедов Сергей Валерьевич — полномочия признаны 23 декабря 2011 года — подтверждены 27 сентября 2016 года — прекращены в июне 2021 года
4. Кислов Андрей Игоревич — полномочия признаны 28 сентября 2021 года — истекают в сентябре 2026 года

### Саратовская область
Представитель от Правительства — исполнительного органа государственной власти:
1. Абдулатипов Рамазан Гаджимурадович — полномочия признаны 19 декабря 2000 года — истекли 27 апреля 2005 года
2. Шувалов Сергей Алексеевич — полномочия признаны 27 апреля 2005 года — истекли 28 апреля 2010 года
3. Гусев Владимир Кузьмич — полномочия признаны 28 апреля 2010 года — истекли 24 апреля 2012 года
4. Бокова Людмила Николаевна — полномочия признаны 24 апреля 2012 года — истекли 19 сентября 2017 года
5. Аренин Сергей Петрович — полномочия признаны 21 сентября 2017 года — истекли 16 сентября 2022 года
6. Денисов Андрей Иванович — полномочия признаны 16 сентября 2022 года — истекают в сентябре 2027 года

Представитель от областной думы — законодательного органа государственной власти:
1. Завадников Валентин Георгиевич — полномочия признаны 12 сентября 2001 года — подтверждены 16 октября 2002 — подтверждены 30 января 2008 года — истекли 24 октября 2012 года
2. Исаев Михаил Александрович — полномочия признаны 24 октября 2012 года — досрочно прекращены 28 сентября 2016 года
3. Алексеев Олег Александрович — полномочия признаны 28 сентября 2016 года — истекли 21 сентября 2017 года
4. Бокова Людмила Николаевна — полномочия подтверждены 19 сентября 2017 года — досрочно прекращены 27 января 2020 года
5. Алексеев Олег Александрович — полномочия признаны 8 апреля 2020 года — истекли 21 сентября 2022 года
6. Радаев Валерий Васильевич — полномочия признаны 21 сентября 2022 года — истекают в сентябре 2027 года

### Сахалинская область
| Представитель от администрации области — исполнительного органа государственной власти |

### Свердловская область
| Представитель от Законодательного Собрания — представительного органа государственной власти |

### Смоленская область
Представитель от администрации — исполнительного органа государственной власти:
1. Никитов Владимир Аполлонович — полномочия признаны 18 декабря 2001 года — полномочия прекращены 4 июля 2002 года
2. Магомедов Магомед Гаджиевич — полномочия признаны 4 июля 2002 года — подтверждены 21 сентября 2005 года — истекли 22 апреля 2009 года
3. Фролов Николай Алексеевич — полномочия признаны 22 апреля 2009 года — истекли 23 ноября 2012 года
4. Мишнев Анатолий Иванович — полномочия признаны 23 ноября 2012 года — истекают в апреле 2017 года
5. Клинцевич Франц Адамович — полномочия признаны 29 сентября 2017 года — истекли в сентябре 2020 года
6. Куликовских Нина Германовна — полномочия признаны 18 сентября 2020 года, прекращены в сентябре 2023 года
7. Смашнёв Руслан Владимирович — дата наделения полномочиями: 21 сентября 2023 года, срок окончания полномочий: сентябрь 2028 года

Представитель от областной Думы — законодательного органа государственной власти:
1. Берёзов Владимир Прокофьевич — полномочия признаны 18 января 2002 года — прекращены 18 июня 2002 года
2. Антуфьев Сергей Владимирович — полномочия признаны 18 июня 2002 года — прекращены досрочно 7 декабря 2003 года
3. Беркс Павел Михайлович — полномочия признаны 26 декабря 2003 года — истекли 30 января 2008 года
4. Маслов Виктор Николаевич — полномочия признаны 30 января 2008 года — прекращены досрочно 26 сентября 2013 года
5. Козлова Людмила Вячеславовна — полномочия признаны 26 сентября 2013 года — истекли 27 сентября 2018 года
6. Леонов Сергей Дмитриевич — полномочия признаны 27 сентября 2018 года — досрочно прекращены 6 октября 2021 года
7. Кожанова Ирина Андреевна — дата наделения полномочиями: 21 октября 2021 года, срок окончания полномочий: сентябрь 2023 года
8. Малащенков Артём Сергеевич — дата наделения полномочиями: 29 сентября 2023 года, срок окончания полномочий: сентябрь 2028 года

### Тамбовская область
Представитель от администрации — исполнительного органа государственной власти:
1. Ключенок Василий Дмитриевич — полномочия признаны 11 декабря 2001 года — подтверждены 23 декабря 2003 года — подтверждены 21 сентября 2005 года — прекращены досрочно 9 июля 2007 года
2. Тарло Евгений Георгиевич — полномочия признаны в июле 2007 года — подтверждены 22 сентября 2010 года — истекли в июле 2015 года
3. Кондратьев Алексей Владимирович — полномочия признаны 22 сентября 2015 года — истекли в сентябре 2020 года
4. Бабаков Александр Михайлович — полномочия признаны 22 сентября 2020 года — досрочно прекращены 6 октября 2021 года
5. Белоусов Михаил Владимирович — полномочия признаны 13 декабря 2021 года — продлены в сентябре 2022 года — истекают в сентябре 2027 года

Представитель от областной Думы — законодательного органа государственной власти:
1. Косарев Николай Валентинович — полномочия признаны 29 декабря 2001 года — подтверждены 25 января 2006 года — подтверждены 30 марта 2011 года — истекают в марте 2016 года
2. Бабаков Александр Михайлович — полномочия признаны 28 сентября 2016 года — досрочно прекращены в сентябре 2020 года
3. Коростелёва Светлана Валентиновна — полномочия признаны 14 октября 2020 года — истекли в сентябре 2021 года
4. Никитин Александр Валерьевич — полномочия признаны 7 октября 2021 года — истекают в сентябре 2026 года

### Тверская область
Представитель от Правительства — исполнительного органа государственной власти:
1. Дубодел Анатолий Михайлович — полномочия признаны 31 мая 2001 года — истекли 29 января 2004 года
2. Абрамов Виктор Семёнович — полномочия признаны 29 января 2004 года — подтверждены 19 сентября 2007 года — прекращены досрочно 2 декабря 2007 года
3. Савин Владимир Иванович — полномочия признаны 30 января 2008 года — истекли 20 декабря 2011 года
4. Абрамов Виктор Семёнович — полномочия признаны 20 декабря 2011 года — истекли в июле 2016 года
5. Лукин Владимир Петрович — полномочия признаны 26 сентября 2016 года — истекли 24 сентября 2021 года
6. Скаковская Людмила Николаевна — полномочия признаны 24 сентября 2021 года — истекают в сентябре 2026 года

Представитель от Законодательного Собрания — законодательного органа государственной власти:
1. Петров Владимир Анатольевич — полномочия признаны 25 декабря 2001 года — подтверждены 24 марта 2006 года — подтверждены 15 апреля 2011 года — истекли в марте 2016 года
2. Епишин Андрей Николаевич — полномочия признаны 3 октября 2016 года — продлены в сентябре 2021 года — истекают в сентябре 2026 года

### Томская область
Представитель от администрации — исполнительного органа государственной власти:
1. Гурдин Юрий Михайлович — полномочия признаны 28 декабря 2001 года — прекращены досрочно 25 сентября 2002 года
2. Жидких Владимир Александрович — полномочия признаны 25 сентября 2002 года — подтверждены 26 сентября 2003 года
3. Суворов Александр Адамович — полномочия признаны 25 марта 2004 года — подтверждены 19 сентября 2007 года — истекли 17 марта 2012 года
4. Кресс Виктор Мельхиорович — полномочия признаны 17 мая 2012 года — подтверждены 19 сентября 2017 года — продлены в сентябре 2022 года — истекают в сентябре 2027 года

Представитель от областной Думы — законодательного органа государственной власти:
1. Ковалёв Юрий Яковлевич — полномочия признаны 28 декабря 2001 года — истекли 17 марта 2007 года
2. Жидких Владимир Александрович — полномочия признаны 19 сентября 2007 года — подтверждены 20 декабря 2011 года — прекращены досрочно 1 сентября 2012 года
3. Чернышёв Игорь Николаевич — полномочия признаны 27 сентября 2012 года — истекли 28 сентября 2016
4. Кравченко Владимир Казимирович — полномочиями наделен 7 октября 2016 года — подтверждены 14 октября 2021 года — истекают в сентябре 2026 года

### Тульская область
Представитель от правительства — исполнительного органа государственной власти:
1. Васьков Анатолий Тихонович — полномочия признаны 25 декабря 2001 года — прекращены досрочно 15 апреля 2004 года
2. Лунёв Александр Викторович — полномочия признаны 15 апреля 2004 года — прекращены 13 июля 2005 года
3. Васьков Анатолий Тихонович — полномочия признаны 13 июля 2005 года — подтверждены 9 июня 2010 года — прекращены досрочно 30 сентября 2011 года
4. Чилингаров Артур Николаевич — полномочия признаны 14 ноября 2011 — прекращены досрочно 1 октября 2014 года
5. Вепринцева Юлия Владимировна — полномочия признаны[8] 7 октября 2014 — прекращены досрочно в сентябре 2016 года
6. Савельев Дмитрий Владимирович — полномочия признаны 6 октября 2016 года — продлены 23 сентября 2021 года — истекают в сентябре 2026 года
7. Воробьёв Николай Юрьевич— полномочия признаны 13 сентября 2024 года — истекают в сентябре 2029 года

Представитель от областной Думы — законодательного органа государственной власти:
1. Татаринов Олег Владимирович — полномочия признаны 21 декабря 2000 года — прекращены досрочно 3 октября 2004 года
2. Соколовский Виктор Владимирович — полномочия признаны 5 ноября 2004 года — истекли 16 декабря 2009 года
3. Атанов Егор Васильевич — полномочия признаны 16 декабря 2009 года — прекращены досрочно в сентябре 2014 года
4. Панченко Игорь Владимирович — полномочия признаны 30 сентября 2014 года — продлены 26 сентября 2019 года — досрочно прекращены 26 июля 2023 года
5. Левина Марина Викторовна — полномочия признаны 30 сентября 2023 года — досрочно прекращены 15 сентября 2024 года
6. Борщёв Михаил Михайлович полномочия признаны 7 октября 2024 года — истекают в сентябре 2029 года

### Тюменская область
Представитель от Правительства — исполнительного органа государственной власти:
1. Гаврин Александр Сергеевич — полномочия признаны 27 февраля 2001 года (№ 71-СФ от 14 марта 2001 года), прекращены в марте 2005 года (№ 74-СФ от 23 марта 2005 года)
2. Киричук Степан Михайлович — полномочия признаны в марте 2005 года (№ 74-СФ от 23 марта 2005 года), подтверждались в феврале 2006 года (№ 46-СФ от 22 февраля 2006 года) и в декабре 2010 года (№ 517-СФ от 1 декабря 2010 года), подтверждены в сентябре 2014 года — истекли в сентябре 2018 года
3. Тараканов Павел Владимирович — полномочия признаны 27 сентября 2018 года — подтверждены в сентябре 2023 года — досрочно прекращены 24 сентября 2024 года
4. Якушев Владимир Владимирович — полномочия признаны 25 сентября 2024  — истекают в сентябре 2028 года

Представитель от областной Думы — законодательного органа государственной власти:
1. Артюхов Андрей Викторович — полномочия признаны 14 февраля 2002 года (№ 127-СФ от 27 февраля 2002 года) — прекращены досрочно 23 ноября 2005 года (№ 357-СФ)
2. Лоторев Александр Николаевич — полномочия признаны 7 декабря 2005 года (№ 388-СФ) — подтверждены 13 апреля 2007 года (№ 130-СФ) — истекли в марте 2012 года
3. Пономарёв Михаил Николаевич — полномочия признаны 6 октября 2016 года — прекратились досрочно в марте 2021
4. Горицкий Дмитрий Юрьевич — полномочия признаны 27 мая 2021 года — подтверждены 7 октября 2021 года — истекают в сентябре 2026 года

### Ульяновская область
Представитель от Правительства — исполнительного органа государственной власти:
1. Калита Александр Николаевич — полномочия признаны 18 января 2001 года (№ 3-СФ от 31 января 2001 года) — прекращены 22 июня 2005 года (№ 189-СФ)
2. Шиянов Рустем Викторович — полномочия признаны 22 июня 2005 года (№ 189-СФ) — подтверждены 26 мая 2006 года (№ 128-СФ) — истекли в апреле 2011 года
3. Савинов Геннадий Александрович — полномочия признаны 14 апреля 2011 года — истекли в октябре 2016 года
4. Харлов Вадим Борисович — полномочия признаны 6 октября 2016 года — истекли в сентябре 2021 года
5. Гибатдинов Айрат Минерасихович — полномочия признаны 5 октября 2021 года — истекают в сентябре 2026 года

Представитель от Законодательного Собрания — законодательного органа государственной власти:
1. Сычёв Валерий Александрович — полномочия признаны 29 октября 2001 года (№ 324-СФ от 14 ноября 2001 года) — подтверждены 18 декабря 2003 года (№ 3-СФ от 28 января 2004 года) — продлены 30 мая 2008 года (№ 177-СФ) — прекращены в сентябре 2008 года
2. Бажанов Сергей Викторович — полномочия признаны 26 ноября 2008 года — прекращены 1 марта 2013 года
3. Рябухин Сергей Николаевич — полномочия признаны 20 сентября 2013 года — подтверждены 20 сентября 2018 года — подтверждены 25 сентября 2023 года — истекают в сентябре 2028 года

### Челябинская область
Представитель от Правительства Челябинской области
1. Елисеев Евгений Александрович — полномочия признаны 29 марта 2001 года (№ 93-СФ от 4 апреля 2001 года) — подтверждены 8 июня 2005 года (№ 168-СФ) — истекли 26 мая 2010 года (№ 182-СФ)
2. Гаттаров Руслан Усманович — полномочия признаны 26 мая 2010 года (№ 182-СФ) — прекращены досрочно 19 февраля 2014 года
3. Гехт Ирина Альфредовна — полномочия признаны в сентябре 2014 года — досрочно прекращены 10 июля 2019 года
4. Павлова Маргарита Николаевна — полномочия признаны 20 сентября 2019 года — истекают в сентябре 2024 года
5. Котова, Наталья Петровна — полномочия признаны 21 сентября 2024 года — истекают в сентябре 2029 года

Представитель от Законодательного Собрания — законодательного органа государственной власти:
1. Аристов Александр Михайлович — полномочия признаны 29 марта 2001 года (№ 93-СФ от 4 апреля 2001 года) — прекращены досрочно 7 декабря 2003 года (№ 1-СФ от 28 января 2004 года)
2. Жиганов Владислав Михайлович — полномочия признаны 27 февраля 2004 года (№ 56-СФ от 10 марта 2004 года) — прекращены досрочно 22 июня 2005 года (№ 190-СФ)
3. Комаров Андрей Ильич — полномочия признаны 21 сентября 2005 года (№ 279-СФ) — подтверждены 25 января 2006 года (№ 3-СФ) — истекли в декабре 2010 года
4. Цыбко Константин Валерьевич — полномочия признаны в декабре 2010 года — истекли в сентябре 2015 года
5. Цепкин Олег Владимирович — полномочия признаны в сентябре 2015 года — подтверждены 8 октября 2020 года — истекают в сентябре 2025 года

### Ярославская область
| Представитель от администрации области — исполнительного органа государственной власти |

## Города федерального значения

### Москва
Представитель от Правительства — исполнительного органа государственной власти:
1. Никольский Борис Васильевич — полномочия признаны 15 января 2002 года — истекли 14 января 2004 года
2. Толкачёв Олег Михайлович — полномочия признаны 14 января 2004 года — подтверждены в сентябре 2007 года — прекращены в декабре 2010 года
3. Росляк Юрий Витальевич — полномочия признаны в декабре 2010 года — прекращены досрочно 13 сентября 2013 года
4. Долгих Владимир Иванович — полномочия признаны 13 сентября 2013 года — истекли в сентябре 2018 года
5. Кожин Владимир Игоревич — полномочия признаны 19 сентября 2018 года — подтверждены в сентябре 2023 года — истекают в сентябре 2028 года

Представитель от городской Думы — законодательного органа государственной власти:
1. Плотников Владимир Константинович — полномочия признаны 6 октября 2001 года — подтверждены 25 января 2002 года — прекращены досрочно 26 октября 2005 года
2. Драгункина Зинаида Фёдоровна — полномочия признаны в октябре 2005 года — подтверждены в феврале 2006 года — подтверждены в ноябре 2009 года — подтверждены 24 сентября 2014 года — истекли в сентябре 2019 года
3. Святенко Инна Юрьевна — полномочия признаны 19 сентября 2019 года — подтверждены 18 сентября 2024 года — истекают в сентябре 2029 года

### Санкт-Петербург
| Представитель от Правительства города — исполнительного органа государственной власти |

### Севастополь[9]
Представитель от Правительства — исполнительного органа государственной власти:
1. Соболев Андрей Николаевич — полномочия подтверждены 10 октября 2014 года — истекли 19 сентября 2017 года
2. Куликов Валерий Владимирович — полномочия подтверждены 19 сентября 2017 года — прекращены досрочно 2 октября 2020 года
3. Алтабаева Екатерина Борисовна — полномочия подтверждены 2 октября 2020 года — истекают в сентябре 2025 года

Представитель от Законодательного Собрания — законодательного органа государственной власти:
1. Тимофеева Ольга Леонидовна — полномочия подтверждены 21 октября 2014 года — истекли в сентябре 2019 года
2. Алтабаева Екатерина Борисовна — полномочия подтверждены 14 сентября 2019 года — прекращены досрочно 2 октября 2020 года
3. Колбин Сергей Николаевич — полномочия подтверждены 29 октября 2020 года — досрочно прекращены 13 сентября 2024 года
4. Мельник Лариса Вадимовна — полномочия подтверждены 19 сентября 2024 года — истекают в сентябре 2029 года

## Еврейская автономная область
Представитель от Правительства — исполнительного органа государственной власти:
1. Глуховский Игорь Геннадьевич — полномочия признаны 29 ноября 2000 года — подтверждены 11 марта 2005 года — истекли 3 марта 2010 года
2. Волков Николай Михайлович — полномочия признаны 3 марта 2010 года — истекли в феврале 2015 года
3. Гольдштейн Ростислав Эрнстович — полномочия признаны 22 сентября 2015 года — досрочно прекращены 23 декабря 2019 года
4. Валяев Юрий Константинович — полномочия признаны 22 сентября 2020 года — истекают в сентябре 2025 года

Представитель от Законодательного Собрания — законодательного органа государственной власти:
1. Вавилов Станислав Владимирович — полномочия признаны 28 февраля 2001 года — подтверждены 9 ноября 2001 года — прекращены 27 марта 2007 года
2. Листов Борис Павлович — полномочия признаны 27 марта 2007 года — прекращены досрочно 30 октября 2009 года
3. Джабаров Владимир Михайлович — полномочия признаны 25 декабря 2009 года — подтверждены 15 декабря 2011 года — подтверждены в сентябре 2016 года — подтверждены 29 сентября 2021 года — истекают в сентябре 2026 года

## Автономные округа

### Ненецкий автономный округ
Представитель от Администрации — исполнительного органа государственной власти:
1. Бутов Владимир Яковлевич — полномочия признаны 25 декабря 1996 года — прекращены с 1 января 2002 года
2. Волков Юрий Николаевич — полномочия признаны 31 января 2002 года — прекращены досрочно с 26 сентября 2002 года
3. Сабадаш Александр Витальевич — полномочия признаны 25 июня 2003 года — прекращены досрочно 26 мая 2006 года
4. Бирюков Юрий Станиславович — полномочия признаны 22 декабря 2006 года — подтверждены 22 апреля 2009 года — истекли 20 сентября 2014 года
5. Тюльпанов Вадим Альбертович — полномочия признаны 20 сентября 2014 года — прекращены досрочно в апреле 2017 года
6. Зганич Валентина Сергеевна — полномочия признаны 20 апреля 2017 года — прекращены досрочно в сентябре 2018 года
7. Старостина Ольга Валентиновна — полномочия признаны 1 октября 2018 года — истекли в сентябре 2020 года
8. Гусев Денис Владимирович — полномочия признаны 14 сентября 2020 года — истекают в сентябре 2025 года

Представитель от Собрания Депутатов — законодательного органа государственной власти:
1. Выучейский Вячеслав Алексеевич — полномочия признаны 23 января 1996 года — подтверждены 25 декабря 1996 года — прекращены 23 мая 2001 года
2. Коновалова Татьяна Ивановна — полномочия признаны 23 мая 2001 года — прекращены досрочно 12 июля 2005 года
3. Ахмедов Фархад Теймурович — полномочия признаны 6 июня 2007 года — прекращены 18 июля 2009 года
4. Пантелеев Алексей Борисович — полномочия признаны 18 июля 2009 года — прекращены досрочно 9 февраля 2012 года
5. Кошин Игорь Викторович — полномочия признаны 9 февраля 2012 года — прекращены досрочно 26 февраля 2014 года
6. Коткин Сергей Николаевич — полномочия признаны 17 марта 2014 года — подтверждены 17 апреля 2014 года — прекращены досрочно 22 сентября 2014 года
7. Алексеев Евгений Георгиевич — полномочия признаны 7 ноября 2014 года — подтверждены 10 ноября 2014 года — прекращены досрочно 2 октября 2018 года
8. Галушина Римма Фёдоровна — полномочия признаны 2 октября 2018 года — истекли в ноябре 2023 года
9. Лутовинов Александр Ильич — полномочия признаны 7 ноября 2023 года — истекают в сентябре 2028 года

### Ханты-Мансийский автономный окург — Югра
Председатель от Правительства — исполнительного органа государственной власти:
1. Олейник Геннадий Дмитриевич — полномочия признаны 1 июня 2001 года (№ 169-СФ от 6 июня 2001 года) — подтверждены 5 октября 2005 года (№ 299-СФ) — истекли 26 мая 2010 года (№ 181-СФ)
2. Федоряк Николай Александрович — полномочия признаны 26 мая 2010 года (№ 181-СФ) — истекли в марте 2015 года
3. Исаков Эдуард Владимирович — полномочия признаны 14 сентября 2015 года — продлены 14 сентября 2020 года — прекращены в сентябре 2024 года
4. Комарова, Наталья Владимировна — полномочия признаны 9 сентября 2024 года — истекают в сентябре 2029 года

Представитель от Думы — законодательного органа государственной власти:
1. Волостригов Пётр Станиславович — полномочия признаны 1 июня 2001 года (№ 169-СФ от 6 июня 2001 года) — прекращены 7 июля 2006 года (№ 204-СФ)
2. Пичугов Виктор Александрович — полномочия признаны 7 июля 2006 года (№ 204-СФ) — истекли в марте 2011 года
3. Сондыков Василий Семенович — полномочия признаны в октябре 2015 года — прекращены в октябре 2016 года
4. Важенин, Юрий Иванович — полномочия признаны 6 октября 2016 года — прекращены в сентябре 2021 года
5. Новьюхов Александр Вячеславович — полномочия признаны 7 октября 2021 года — истекают в сентябре 2026 года

### Чукотский автономный округ
Представитель от Правительства (до 2005 года — Администрации) — исполнительного органа государственной власти:
1. Назаров Александр Викторович — полномочия признаны 18 января 2001 года (№ 3-СФ от 31 января 2001 года) — прекращены досрочно 24 сентября 2003 года (№ 258-СФ от 15 октября 2003 года)
2. Пономарёва Лариса Николаевна — полномочия признаны 23 марта 2005 года (№ 75-СФ) — подтверждены 26 апреля 2006 года (№ 106-СФ) — подтверждены 15 октября 2008 года (№ 328-СФ) — истекли в июле 2013 года
3. Отке Анна Ивановна — полномочия признаны 25 сентября 2013 года — подтверждены в сентябре 2023 года — истекают в сентябре 2028 года

Представитель от Думы — законодательного органа государственной власти:
1. Малкин Ефим Наумович — полномочия признаны с 1 января 2002 года (№ 399-СФ от 26 декабря 2001 года) — подтверждены 22 февраля 2006 года (№ 47-СФ) — прекращены досрочно 1 июня 2015 года (голосование прошло 3 июня)
2. Даллакян Арамаис Джаганович — полномочия признаны в июне 2015 года — подтверждены 30 сентября 2016 года — истекли в сентябре 2021 года
3. Жукова Анастасия Геннадьевна — полномочия признаны 1 октября 2021 года — истекают в сентябре 2026 года

### Ямало-Ненецкий автономный округ
Представитель от Администрации — исполнительного органа государственной власти:
1. Евстифеев Александр Александрович — полномочия признаны 11 января 2002 года (№ 2-СФ от 16 января 2002 года) — прекращены досрочно 28 января 2004 года (№ 2-СФ)
2. Спицнадель Владимир Борисович — полномочия признаны 28 января 2004 года (№ 29-СФ от 11 февраля 2004 года) — подтверждены 27 апреля 2005 года (№ 118-СФ) — истекли 31 марта 2010 года (№ 78-СФ)
3. Неёлов Юрий Васильевич — полномочия признаны 31 марта 2010 года (№ 78-СФ) — подтверждены в марте 2015 года — истекли 10 сентября 2018 года
4. Зленко Елена Геннадьевна — полномочия признаны 10 сентября 2018 года — истекли в сентябре 2023 года
5. Пушкарёв Владимир Александрович — полномочия признаны 12 сентября 2023 года — истекают в сентябре 2028 года

Представитель от Законодательного Собрания (до февраля 2009 года — Государственной Думы) — законодательного органа государственной власти:
1. Керпельман Ефим Львович — полномочия признаны 13 декабря 2000 года (№ 305-СФ от 20 декабря 2000 года) — прекращены досрочно с 2 июня 2004 года (№ 161-СФ от 9 июня 2004 года)
2. Гутин Борис Михайлович — полномочия признаны 2 июня 2004 года (№ 164-СФ от 9 июня 2004 года) — подтверждены 27 апреля 2005 года (№ 116-СФ) — прекращены досрочно 26 мая 2006 года (№ 130-СФ)
3. Ананьев Дмитрий Николаевич — полномочия признаны 25 сентября 2006 года (№ 287-СФ) — подтверждены 14 апреля 2010 года (№ 108-СФ) — прекращены досрочно 18 августа 2013 года[10]
4. Ермаков Александр Михайлович — полномочия признаны 25 сентября 2013 года — истекли в сентябре 2020 года[11]
5. Ледков Григорий Петрович — полномочия признаны 25 сентября 2020 года — истекают в сентябре 2025 года

## Непризнанные регионы

### Донецкая Народная Республика
Представитель от Правительства — исполнительного органа государственной власти:
1. Никонорова Наталья Юрьевна — полномочия признаны 20 декабря 2022 года — подтверждены в сентябре 2023 года — истекают в сентябре 2028 года

Представитель от Народного Совета — законодательного органа государственной власти:
1. Ананченко Александр Евгеньевич — полномочия признаны 20 декабря 2022 года — истекают в сентябре 2023 года
2. Волошин Александр Викторович — полномочия признаны 20 сентября 2023 года — истекают в сентябре 2028 года

### Запорожская область
Представитель от Правительства — исполнительного органа государственной власти:
1. Ворона Дмитрий Николаевич — полномочия признаны 20 декабря 2022 года — истекли в сентябре 2023 года
2. Рогозин Дмитрий Олегович — полномочия признаны 23 сентября 2023 года — истекают в сентябре 2028 года

Представитель от законодательного органа государственной власти
1. Ворона Дмитрий Николаевич — полномочия признаны 20 сентября 2023 года — истекают в сентябре 2028 года

### Республика Крым[9]
Представитель от Совета Министров — исполнительного органа государственной власти:
1. Ковитиди Ольга Фёдоровна — полномочия признаны 15 апреля 2014 года — продлены в сентябре 2019 года — истекают в октябре 2024 года
2. Нимченко, Юрий Петрович — полномочия признаны 13 сентября 2024 года — истекают в сентябре 2029 года

Представитель от Государственного Совета — законодательного органа государственной власти:
1. Цеков Сергей Павлович — полномочия признаны 24 сентября 2014 года — продлены в сентябре 2019 года — досрочно прекращены 10 сентября 2024 года
2. Карякин, Сергей Александрович — полномочия признаны 12 сентября 2024 года — истекают в сентябре 2029 года

### Луганская Народная Республика
Представитель от Правительства — исполнительного органа государственной власти:
1. Лантратова Дарья Сергеевна — полномочия признаны 20 декабря 2022 года — подтверждены в сентябре 2023 года — истекают в сентябре 2028 года

Представитель от Народного Совета — законодательного органа государственной власти:
1. Бас Ольга Евгеньевна — полномочия признаны 20 декабря 2022 года — подтверждены 20 сентября 2023 года — истекают в сентябре 2028 года

### Херсонская область
Представитель от Военно-гражданской администрации — исполнительного органа государственной власти:
1. Басюк Константин Владимирович — полномочия признаны 20 декабря 2022 года — истекают в сентябре 2028 года

Представитель от Херсонской областной думы — законодательного органа государственной власти:
1. Кастюкевич Игорь Юрьевич — полномочия признаны 21 сентября 2023 года — истекают в сентябре 2028 года

## Упразднённые регионы

### Агинский Бурятский автономный округ
Представитель от Администрации — исполнительного органа государственной власти:
1. Шойжилжапов Владимир Дымбрылович — полномочия признаны 7 февраля 2001 года (№ 50-СФ от 20 февраля 2001 года) — прекращены досрочно 4 марта 2004 года (№ 55-СФ от 10 марта 2004 года)
2. Гуцериев Хамзат Сафарбекович — полномочия признаны 4 марта 2004 года (№ 56-СФ от 10 марта 2004 года) — подтверждены в ноябре 2005 года (№ 349-СФ от 9 ноября 2005 года) — прекращены досрочно с 23 июня 2006 года (№ 203-СФ от 7 июля 2006 года)
3. Беков Сергей Мажитович — полномочия признаны в июле 2006 года (№ 241-СФ от 14 июля 2006 года) — прекращены в декабре 2010 года (№ 555-СФ от 15 декабря 2010 года)

Представитель от Думы — законодательного органа государственной власти:
1. Жамбалнимбуев Бато-Жаргал — полномочия признаны 28 февраля 2001 года (№ 71-СФ от 14 марта 2001 года) — подтверждены в ноябре 2005 года (№ 359-СФ от 23 ноября 2005 года) —прекращены в декабре 2010 года (№ 554-СФ от 15 декабря 2010 года)[12]

### Камчатская область
Представитель от Администрации — исполнительного органа государственной власти:
1. Быков Валерий Клавдиевич — полномочия признаны 25 января 2001 года (№ 3-СФ от 31 января 2001 года) — подтверждены в марте 2005 года (№ 56-СФ от 11 марта 2005 года) — прекращены в феврале 2008 года (№ 40-СФ от 20 февраля 2008 года)

Представитель от областного Совета народных депутатов — законодательного органа государственной власти:
1. Бойцов Лев Николаевич — полномочия признаны 21 декабря 2001 года (№ 395-СФ от 26 декабря 2001 года) — прекращены в феврале 2008 года (№ 41-СФ от 20 февраля 2008 года)

### Коми-Пермяцкий автономный округ
Представитель от Администрации — исполнительного органа государственной власти:
1. Оганян Оганес Арменакович — полномочия признаны 26 января 2001 года (№ 3-СФ от 31 января 2001 года) — прекращены в марте 2007 года (№ 71-СФ от 2 марта 2007 года)[13]

Представитель от Законодательного Собрания — законодательного органа государственной власти:
1. Сухотерин Леонид Янкович — полномочия признаны 3 мая 2001 года (№ 126-СФ от 16 мая 2001 года) — истекли 21 декабря 2001 года (№ 393-СФ от 26 декабря 2001 года)
2. Соломонов Владимир Каримуллович — полномочия признаны 21 декабря 2001 года (№ 395-СФ от 26 декабря 2001 года) — прекращены в марте 2007 года (№ 72-СФ от 2 марта 2007 года)

### Корякский автономный округ
Представитель от Администрации — исполнительного органа государственной власти:
1. Орлов Виктор Петрович — полномочия признаны 24 января 2001 года (№ 3-СФ от 31 января 2001 года) — подтверждены в июне 2005 года (№ 171-СФ от 8 июня 2005 года) — прекращены в феврале 2008 года (№ 40-СФ от 20 февраля 2008 года)[14]

Представитель от Думы — законодательного органа государственной власти:
1. Суворов Александр Сергеевич — полномочия признаны 18 октября 2001 года (№ 324-СФ от 14 ноября 2001 года) — подтверждены в апреле 2005 года (№ 119-СФ от 27 апреля 2005 года) — прекращены в феврале 2008 года (№ 41-СФ от 20 февраля 2008 года)

### Пермская область
Представитель от Администрации — исполнительного органа государственной власти:
1. Чиркунов Олег Анатольевич — полномочия признаны 18 января 2001 года (№ 3-СФ от 31 января 2001 года) — прекращены досрочно 18 марта 2004 года (№ 64-СФ от 24 марта 2004 года)
2. Попова Татьяна Юрьевна — полномочия признаны 22 апреля 2004 года (№ 108-СФ от 28 апреля 2004 года) — прекращены в марте 2007 года (№ 71-СФ от 2 марта 2007 года)[15]

Представитель от Законодательного Собрания — законодательного органа государственной власти:
1. Добросоцкий Виктор Иванович — полномочия признаны 4 октября 2001 года (№ 296-СФ от 10 октября 2001 года) — подтверждены 21 марта 2002 года (№ 165-СФ от 29 марта 2002 года) —прекращены в марте 2007 года (№ 72-СФ от 2 марта 2007 года)

### Таймырский (Долгано-Ненецкий) автономный округ
Представитель от Администрации — исполнительного органа государственной власти:
1. Биндар Леонид Иосифович — полномочия признаны 30 марта 2001 года (№ 93-СФ от 4 апреля 2001 года) — подтверждены 25 марта 2003 года (№ 85-СФ от 9 апреля 2003 года) — прекращены в апреле 2008 года (№ 128-СФ от 16 апреля 2008 года)

Представитель от Думы — законодательного органа государственной власти:
1. Рокецкий Леонид Юлианович — полномочия признаны 8 июня 2001 года (№ 202-СФ от 29 июня 2001 года) — подтверждались в феврале 2005 года (№ 33-СФ от 25 февраля 2005 года) — прекращены в сентябре 2007 (№ 390-СФ от 19 сентября 2007 года)

### Усть-Ордынский Бурятский автономный округ
Представитель от Администрации — исполнительного органа государственной власти:
1. Попов Сергей Александрович — полномочия признаны 25 декабря 2000 года (№ 3-СФ от 31 января 2001 года) — прекращены досрочно с 7 декабря 2003 года (№ 1-СФ от 28 января 2004 года)
2. Юков Михаил Кузьмич — полномочия признаны 29 января 2004 года (№ 29-СФ от 11 февраля 2004 года) — прекращены в марте 2005 года (№ 73-СФ от 23 марта 2005 года)
3. Гордеев Сергей Эдуардович — полномочия признаны в марте 2005 года (№ 73-СФ от 23 марта 2005 года) — прекращены досрочно с 19 июля 2007 года (№ 383-СФ от 19 сентября 2007 года)[16]

Представитель от Думы — законодательного органа государственной власти:
1. Хутанов Леонид Александрович — полномочия признаны 2 апреля 2001 года (№ 93-СФ от 4 апреля 2001 года) —истекли 9 апреля 2004 года (№ 76-СФ от 14 апреля 2004 года)
2. Гладилин Валерий Павлович — полномочия признаны 9 апреля 2004 года (№ 83-СФ от 14 апреля 2004 года) — прекращены с 1 января 2008 года (№ 4-СФ от 30 января 2008 года)

### Читинская область
Представитель от Администрации — исполнительного органа государственной власти:
1. Мельников Владимир Ильич — полномочия признаны 24 января 2001 года (№ 3-СФ от 31 января 2001 года) — подтверждены 14 апреля 2004 года (№ 108-СФ от 28 апреля 2004 года) —прекращены в декабре 2010 года (№ 555-СФ от 15 декабря 2010 года)

Представитель от областной Думы — законодательного органа государственной власти:
1. Вишняков Виталий Евгеньевич — полномочия признаны 20 декабря 2000 года (№ 3-СФ от 31 января 2001 года) — прекращены в апреле 2005 года (№ 120-СФ от 27 апреля 2005 года)
2. Сурков Константин Викторович — полномочия признаны в апреле 2005 года (№ 120-СФ от 27 апреля 2005 года) — истекли в декабре 2010 года (№ 554-СФ от 15 декабря 2010 года)[17]

### Эвенкийский автономный округ
Представитель от Администрации — исполнительного органа государственной власти:
1. Шарандин Юрий Афанасьевич — полномочия признаны 27 июня 2001 года (№ 236-СФ от 20 июля 2001 года) — подтверждались в июле 2005 года (№ 212-СФ от 6 июля 2005 года) —прекращены в апреле 2008 года (№ 128-СФ от 16 апреля 2008 года)

Представитель от Законодательного Собрания (Суглана) — законодательного органа государственной власти:
1. Анисимов Николай Анисимович — полномочия признаны 18 апреля 2001 года (№ 126-СФ от 16 мая 2001 года) — прекращены досрочно с 4 июня 2004 года (№ 255-СФ от 8 августа 2004 года)
2. Одинцов Михаил Викторович — полномочия признаны 4 июня 2004 года (№ 256-СФ от 8 августа 2004 года) — прекращены досрочно в ноябре 2006 года (№ 371-СФ от 15 ноября 2006 года)